# 航空自衛隊

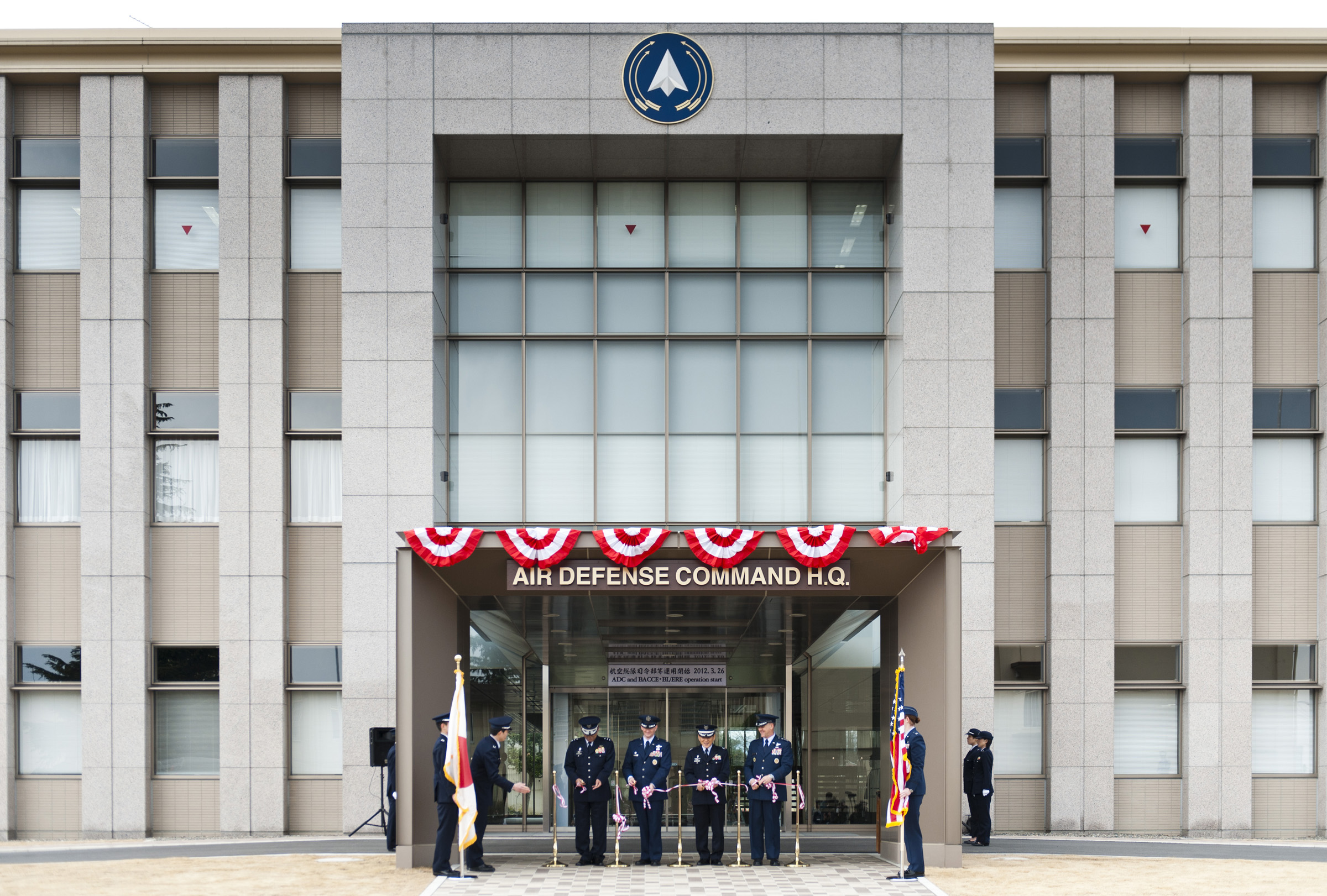
橫田飛行場司令部

航空自衛隊（日语：／ Kōkū Jieitai），簡稱空自（日语：／ Kūji），是日本自衛隊的航空部隊，也是日本事实上的空軍武装，全體武職人員稱「航空自衛官」。由於受限和平憲法，編制跟武器偏重防衛，不配備戰略轟炸機、長距離運輸機、彈道飛彈、巡弋飛彈以及核生化武器。2022年12月7日為了因應中、俄兩國對於太空作戰能力的發展及對區域穩定的威脅日漸增加，日本欲將太空納入防衛領域，且擬定將現有的航空自衛隊改名為「航空宇宙自衛隊」，然目前稍未定案。

## 沿革
1954年7月1日，日本政府决定将警察預備隊与海上保安廳海上警備隊整合成立防卫厅。同时，在防卫厅下设立航空自卫队。它的成立象徵以往分屬於陸海軍的航空隊正式成為獨立空軍。
戰後憲法的規定不能稱其為日本空軍。但在實際上裝備與訓練與世界各國的空軍並無过大的差異性。空自訓練精銳、技術先進，再加上與美軍有相當密切的交流，使得日本航空自衛隊成為東亞地區的一支重要空中武力。自蘇聯解體後，隨著攸關日本海空交通線之台海問題與中日領土爭議升溫，日本的空防重心從北方南移至九州與琉球群島以加強地區防衛力量。
2006年3月27日，日本自衛队成立统合幕僚监部（相當於總參謀部）取代過去的統合幕僚會議（相當於參謀長聯席會議）。开始执行新的作戰體系。此前，陆海空三个自衛队分别由各自的幕僚长（相当于参谋长）分别进行指挥，同时辅助防卫厅长官工作。在新的體系下，陸海空各部队的幕僚长将辅佐统合幕僚长（總參謀長）指挥部队。

## 組織

航空自衛隊・航空方面隊配置

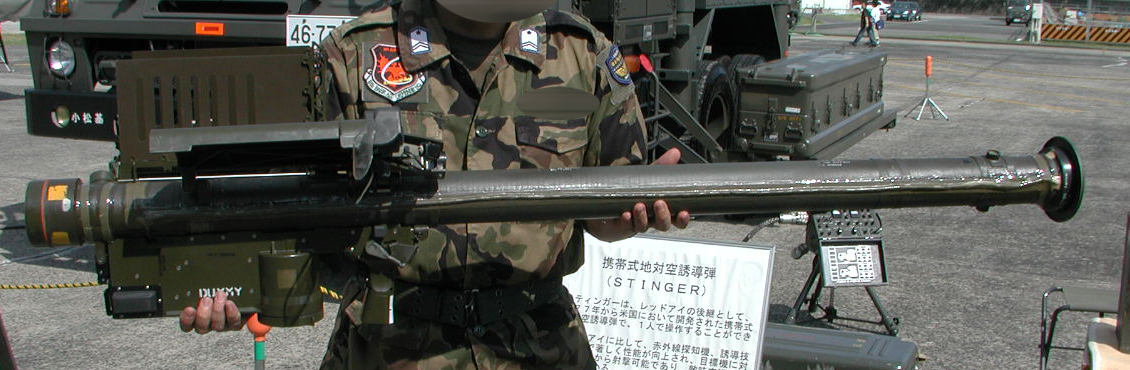
機場防禦隊用刺針飛彈

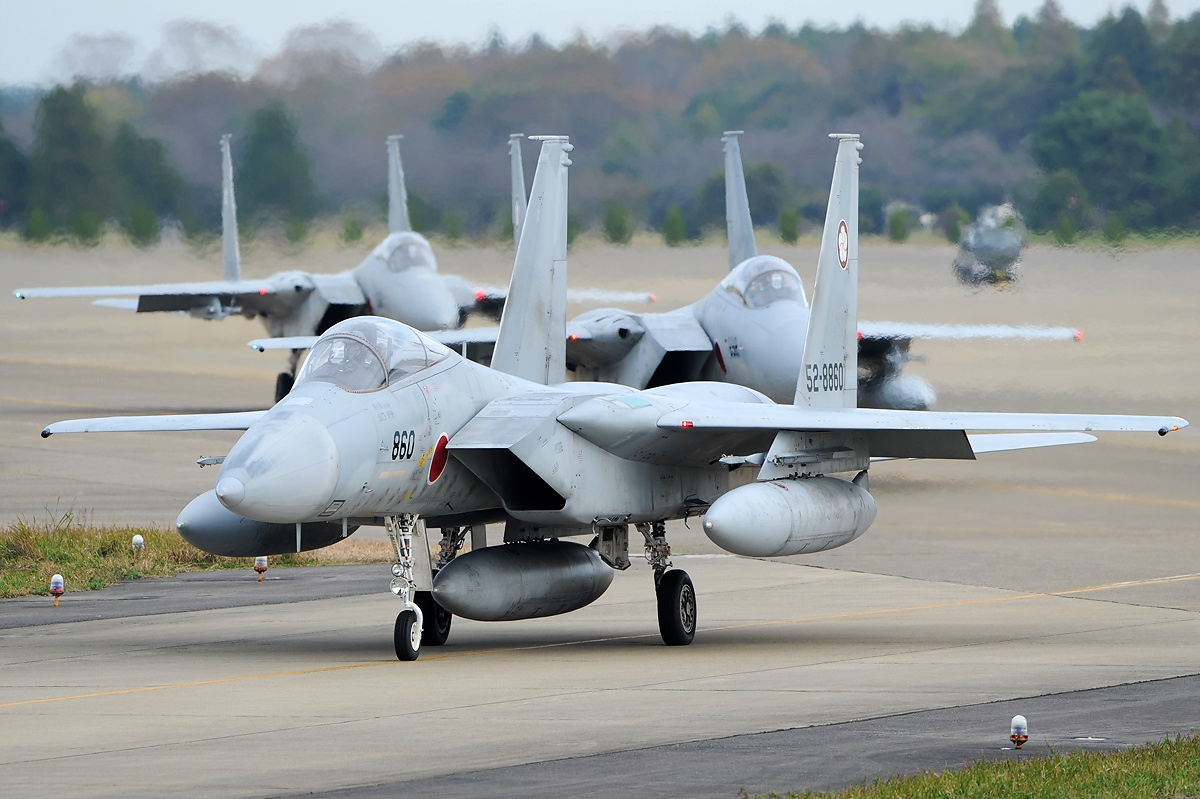
F-15J戰鬥機於百里空軍基地

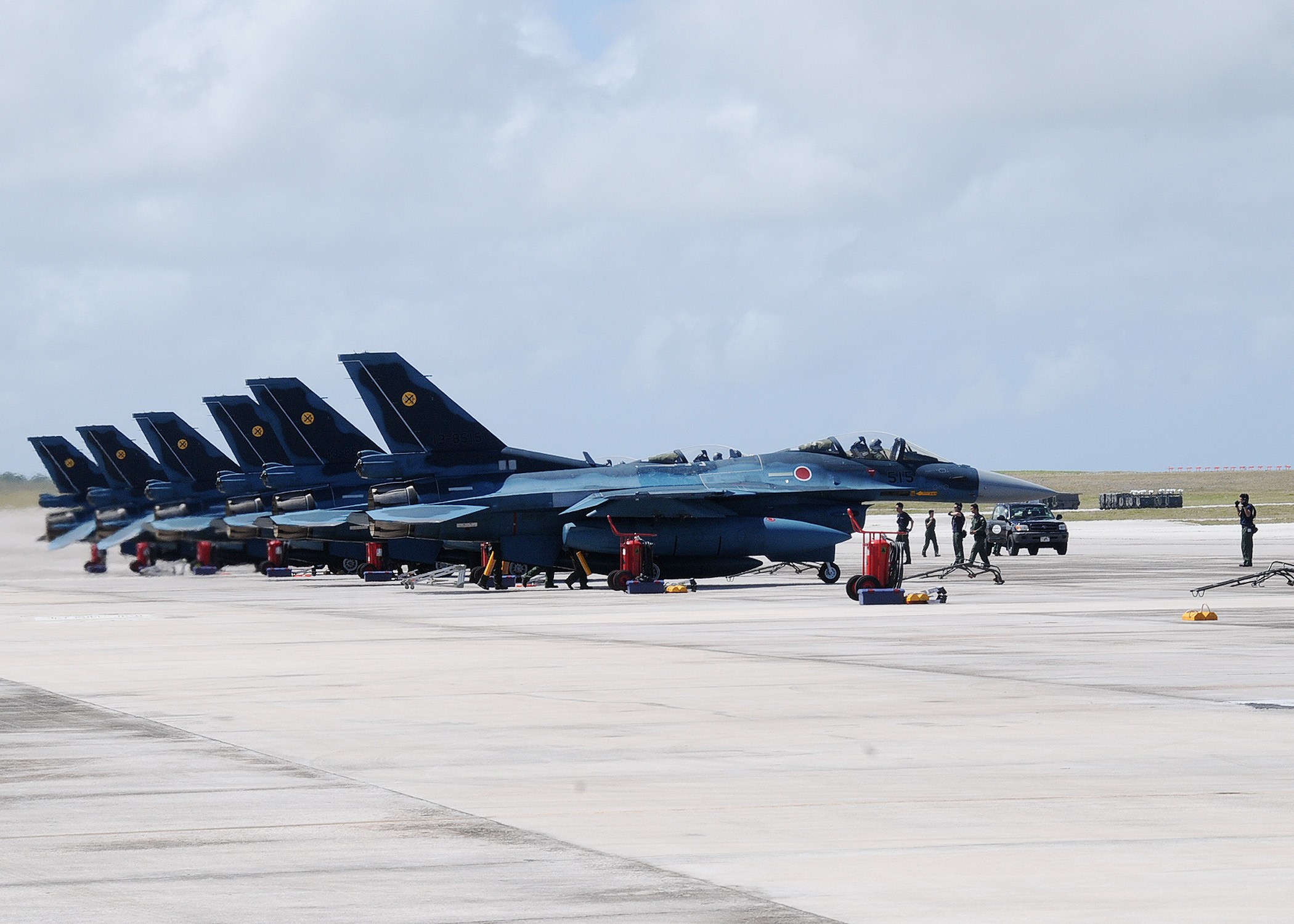
F-2戰鬥機在基地的停機坪

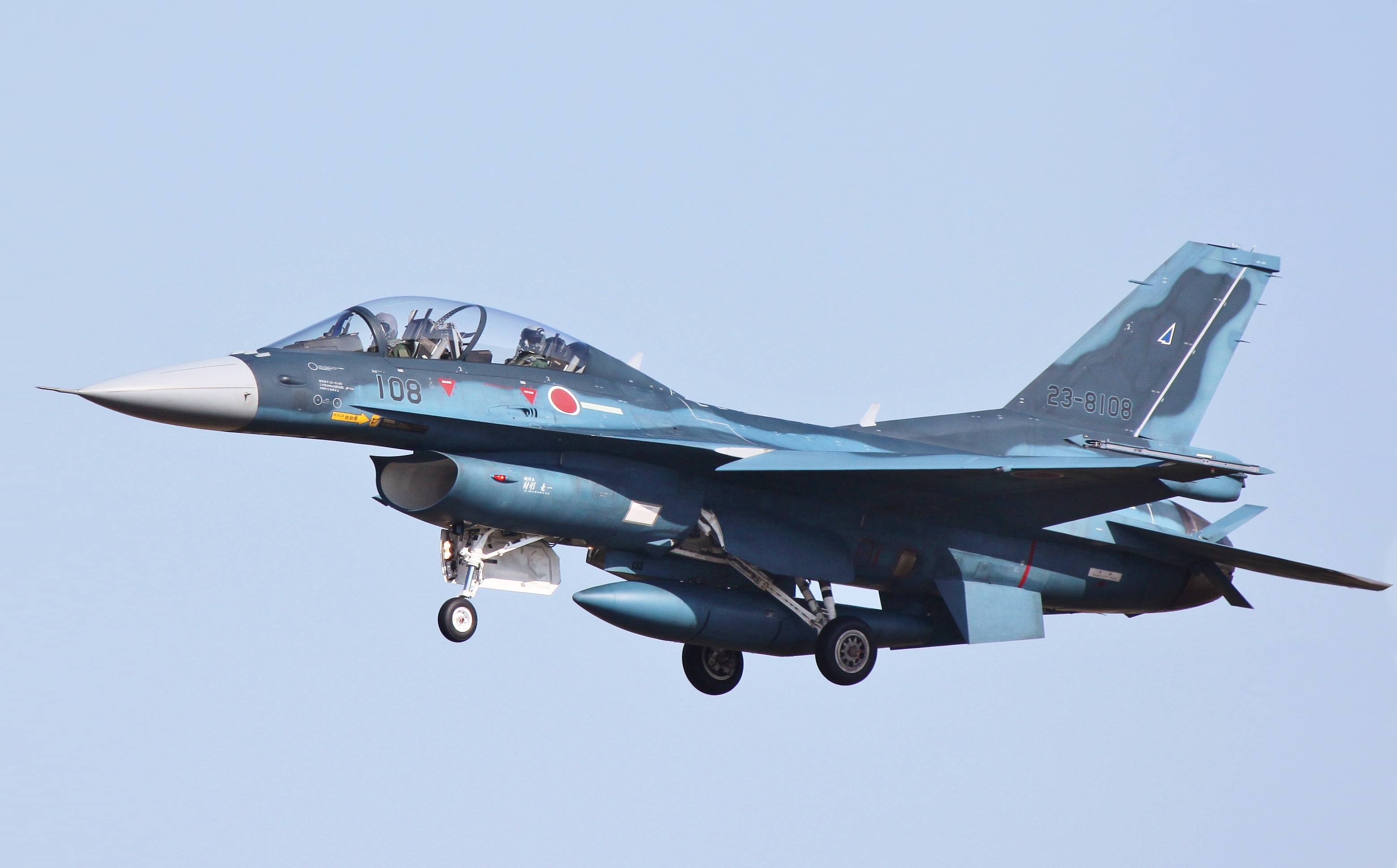
自製的F-2B戰鬥機

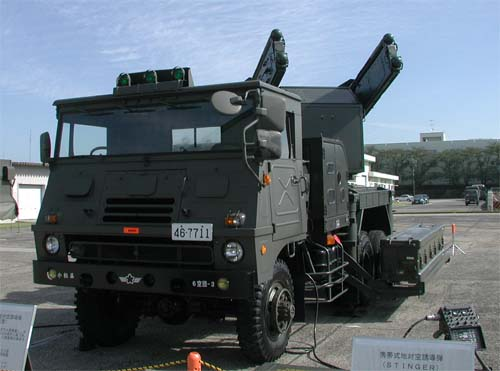
SAM-1防空飛彈車可由多用途卡車改裝

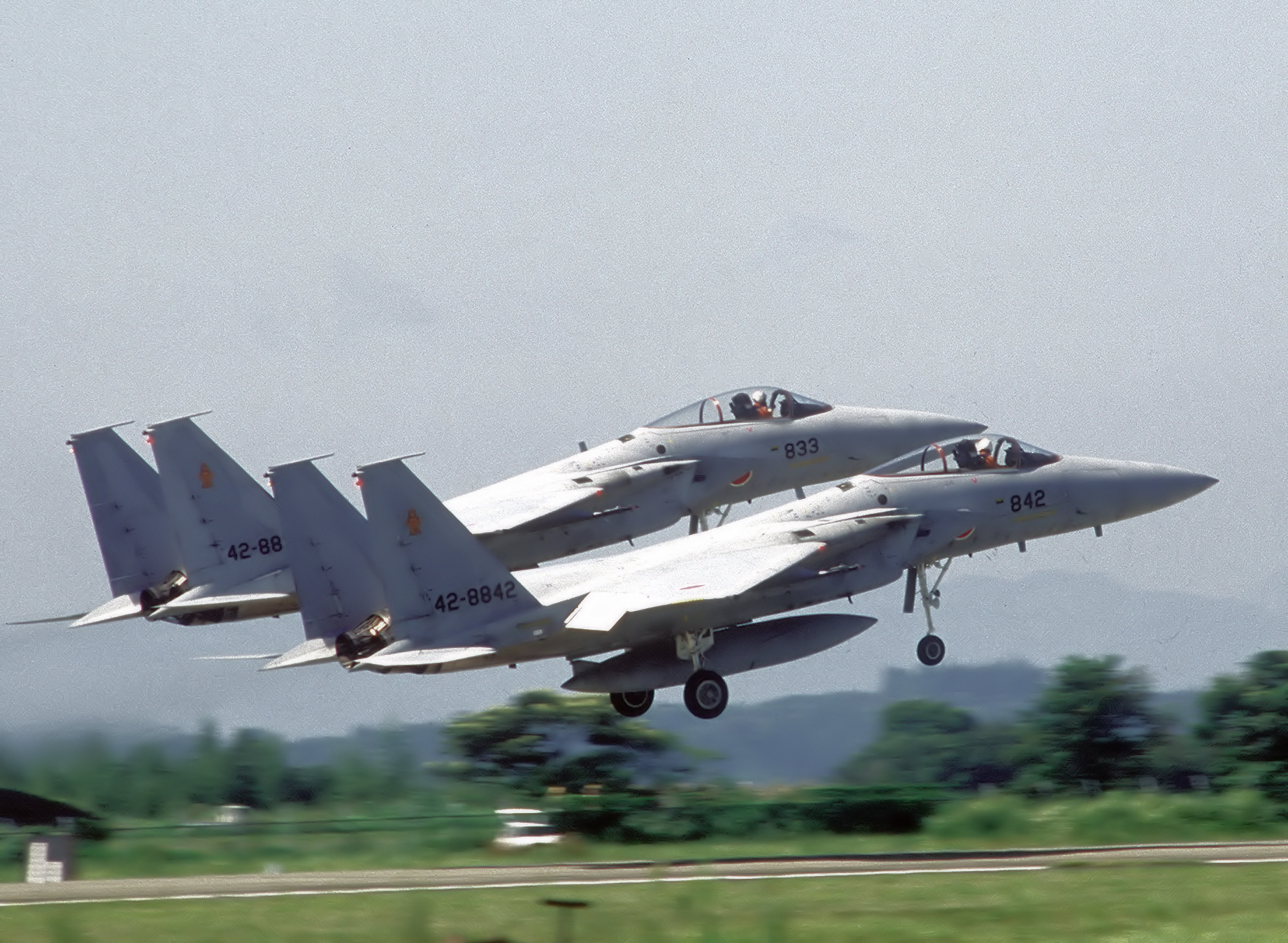
F-15J戰鬥機由美國授權生產

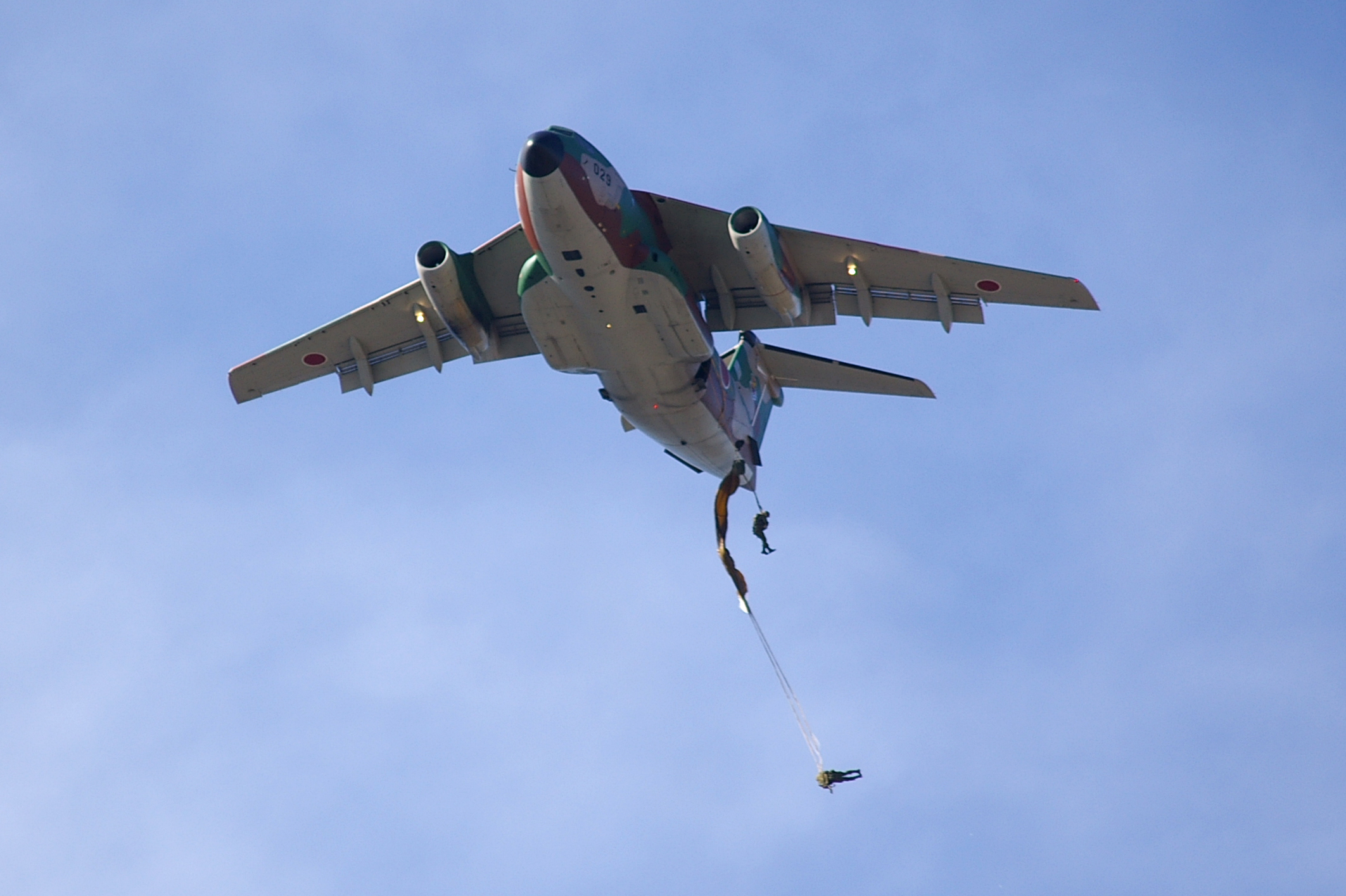
C-1運輸機為日本自製

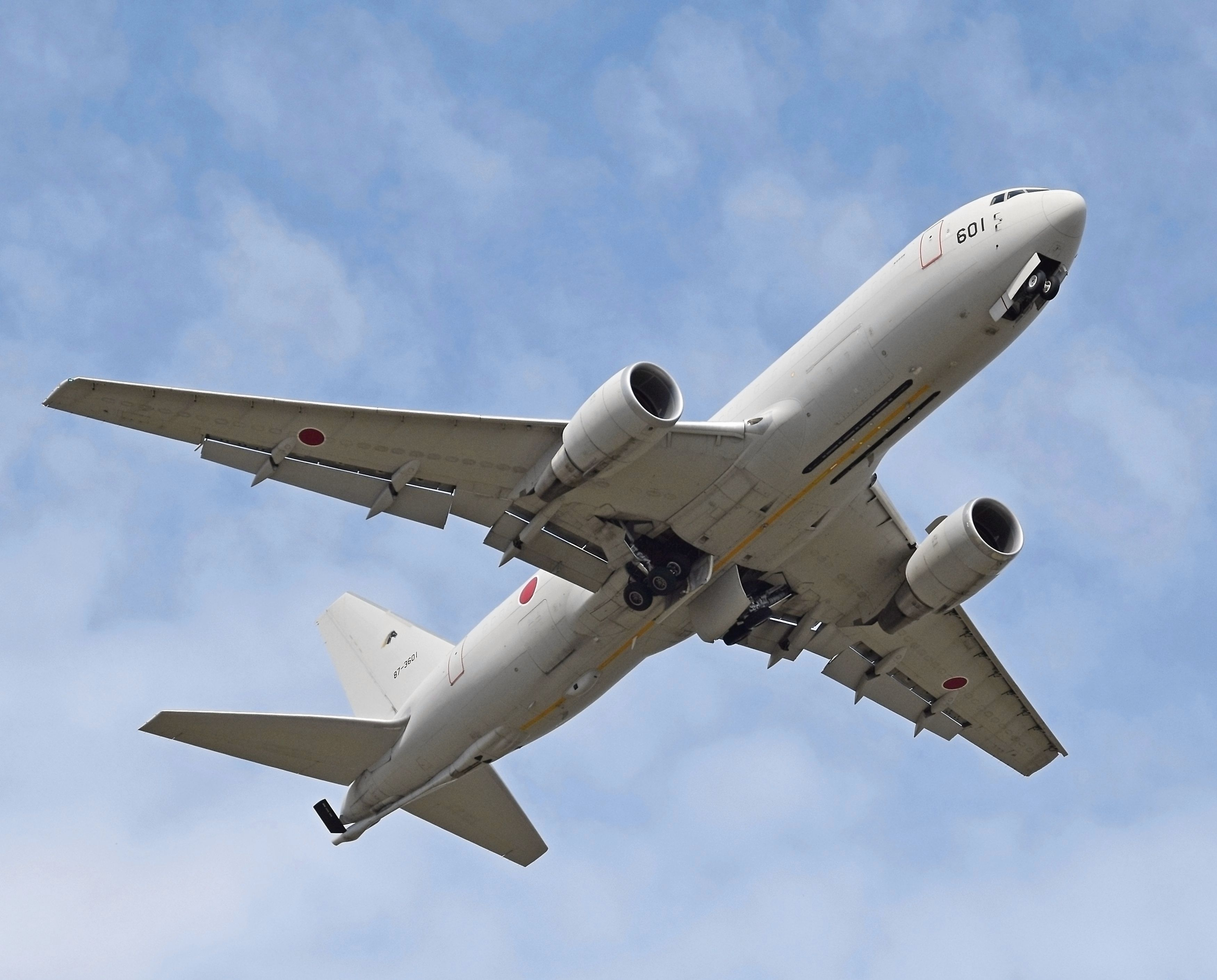
KC-767J空中加油機

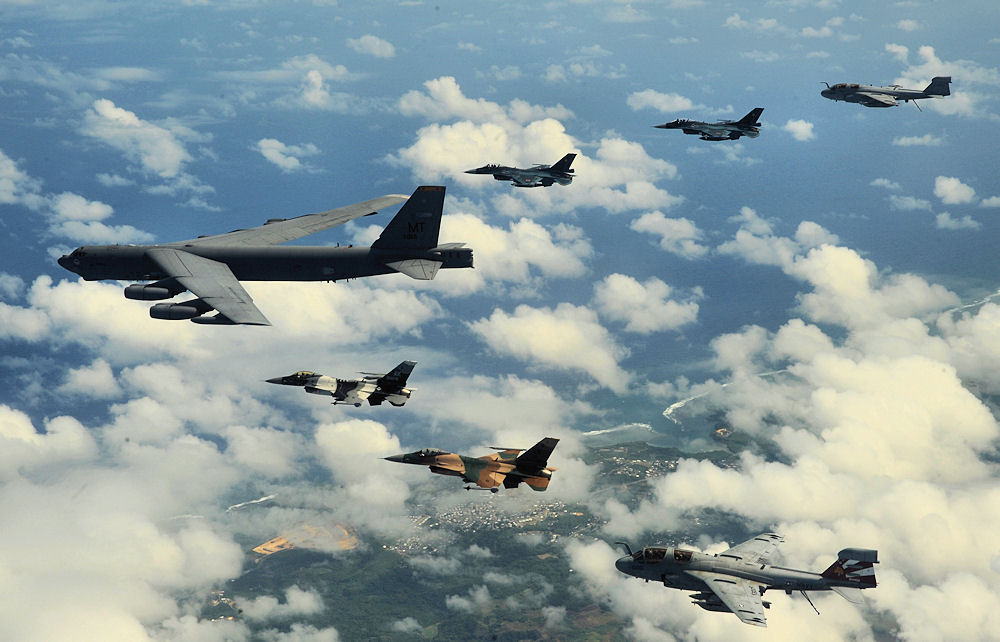
日美聯合軍事演習，B-52、F-16、F-2、EA-6

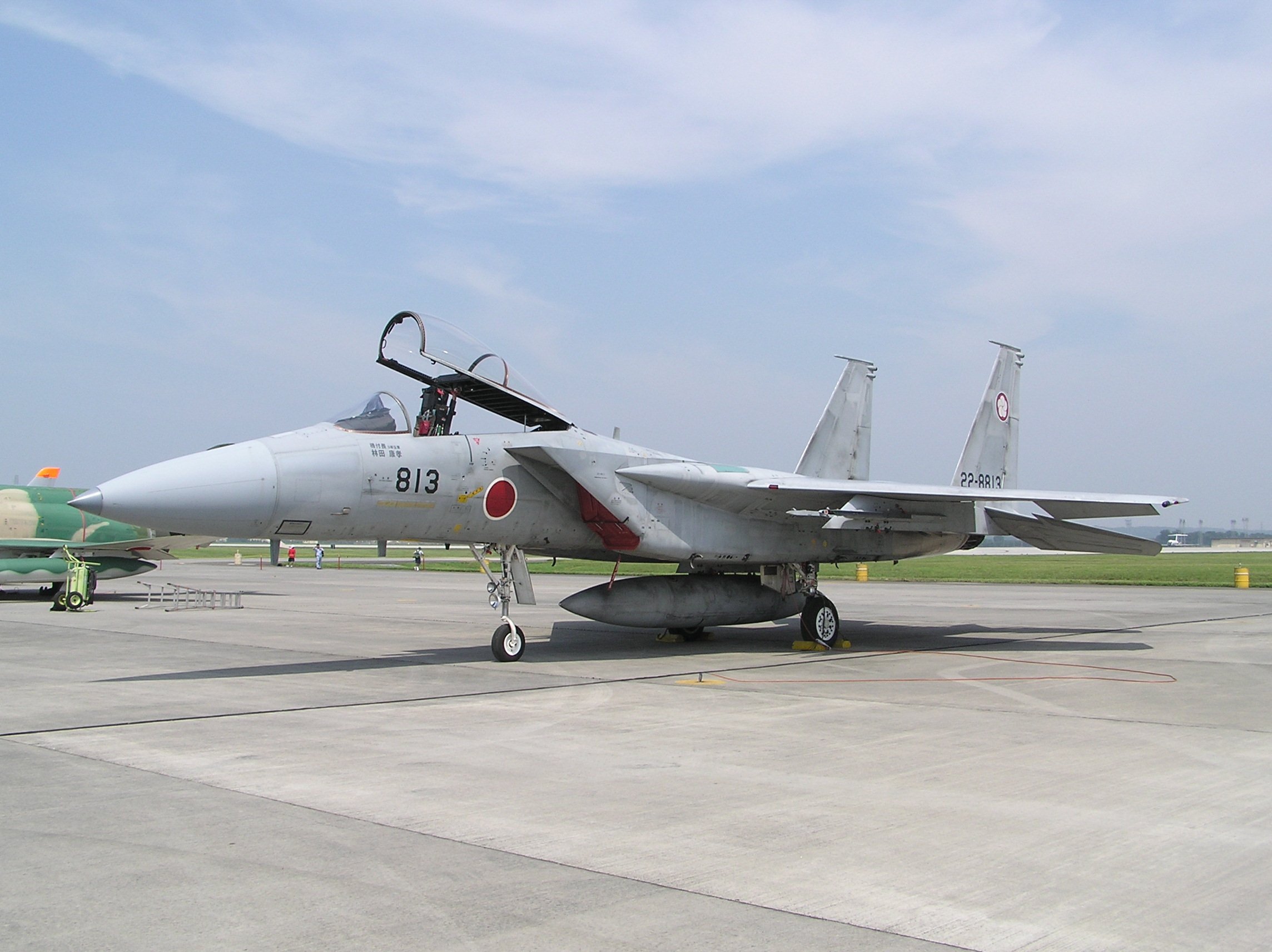
F-15J戰鬥機於橫田空軍基地

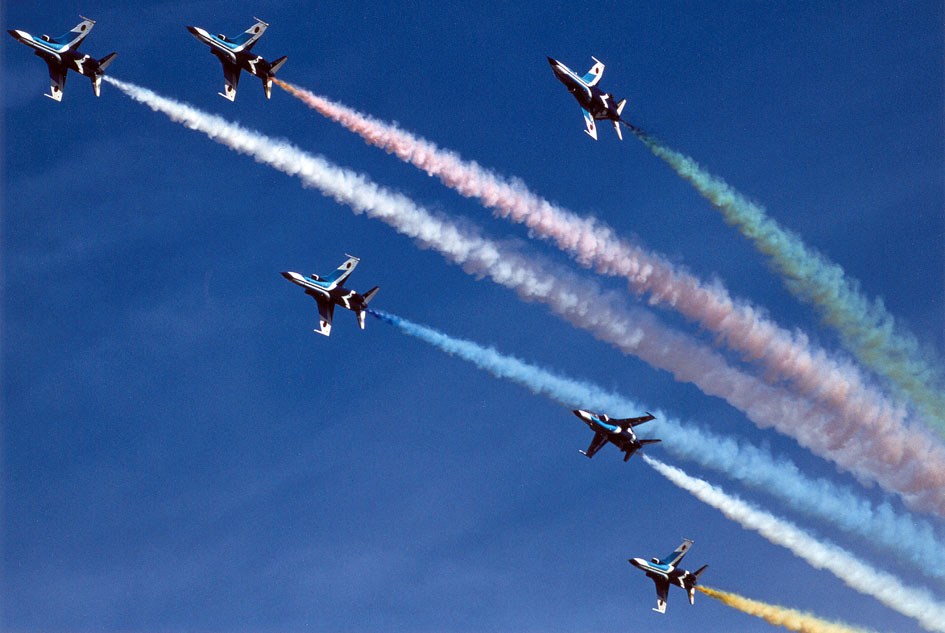
藍色衝擊波飛行表演隊

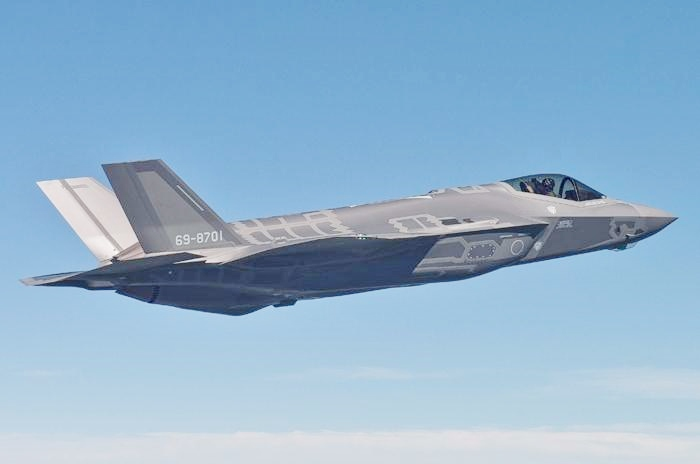
配備於三澤基地的F-35A戰鬥機

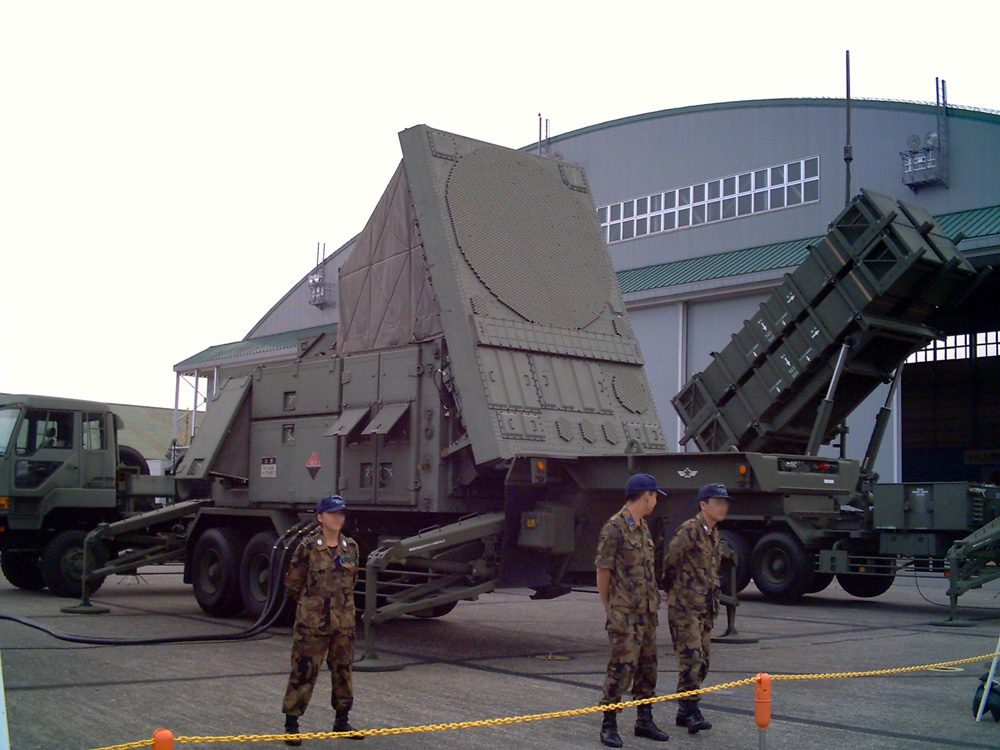
愛國者飛彈與雷達車

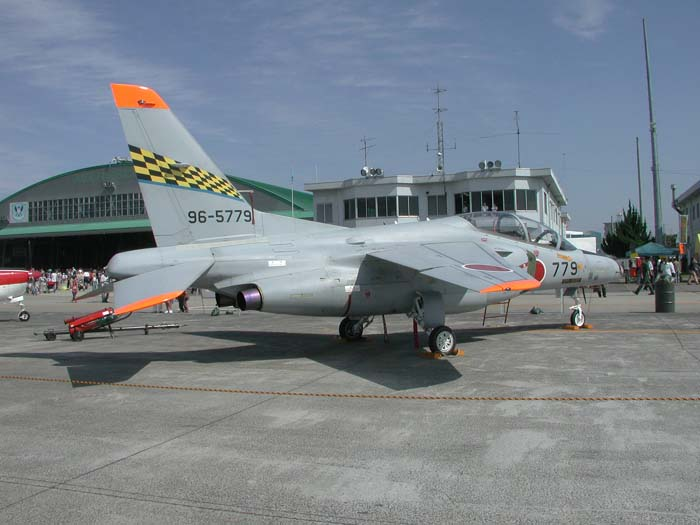
T-4教練機

### 航空幕僚監部（參謀部）
- 總務部
  - 總務課、会計課
- 防衛部
  - 防衛課、装備体系課、情報通信課、設施課
- 裝備部
  - 装備課、補給課、整備課
- 技術部
  - 技術課
- 人事教育部
  - 人事計画課、補任課、厚生課、援護業務課、教育課
- 運用支援・情報部
  - 運用支援課、情報課
- 監理監察官
- 首席法務官（日语：法務官 (自衛隊)）
- 首席衛生官
- 航空系統通訊隊（日语：航空システム通信隊）（市谷）
- 航空安全管理隊（日语：航空安全管理隊）（立川）
- 航空警務隊（市谷）
- 航空中央業務隊（市谷）
- 航空機動衛生隊（日语：航空機動衛生隊）（小牧）
- 航空中央音樂隊（日语：航空中央音楽隊）（立川）
- 航空自衛隊幹部学校（日语：航空自衛隊幹部学校）（目黒）
- 自衛隊三澤醫院（三澤）
- 自衛隊岐阜醫院（岐阜）
- 自衛隊那霸醫院（那霸）

### 航空總隊
- 司令部：東京都府中市
  - 司令官:空将編階
  - 副司令官:空将編階
  - 司令部飛行隊（横田基地）
    - T-4
    - U-4
    - YS-11

  - 偵察航空隊（三澤基地）
    - 隊本部
    - 第502飛行隊(RQ-4B)
    - 整備隊

  - 警戒航空団（濱松基地）
    - 警戒航空団司令部（浜松基地）
      - 総務部
      - 防衛部
      - 装備部等

    - 飛行警戒監視隊（濱松）
      - 第602飛行隊（浜松基地・E-767）
      - 運用情報隊（浜松基地）
      - 第2整備群

    - 飛行警戒監視群（三沢基地・E-2C/D）
      - 第601飛行隊（三沢基地）
      - 第603飛行隊（那覇基地）
      - 第1整備群

  - 飛行教導隊（新田原基地）
    - F-15J/DJ 8架，每一架戰機都有單獨的命名和塗裝。

  - 高射教導隊
  - 基地警備教導隊
    - 隊本部
    - 第1教導隊
    - 第2教導隊
    - 基地防空教導隊（千歲基地（日语：千歳基地））
    - 整備隊

#### 北部航空方面隊
- 司令部：青森縣三澤基地
- 司令官:空将編階
  - 北部航空音樂隊（三澤基地）
  - 北部航空設施隊（三澤基地）

第2航空團
- 第201飛行隊（日语：第201飛行隊）（北海道千歲）
  - F-15J/DJ 24架
- 第203飛行隊（日语：第203飛行隊）（北海道千歲）
  - 部隊標誌為黑白間條熊。
  - F-15J/DJ 24架

第3航空團
- 第301飛行隊（日语：第301飛行隊）（青森縣三澤）
  - 部隊標誌為帶頭盔的武士。
  - F-35A
  - T-4
- 第302飛行隊（日语：第302飛行隊）（青森縣三澤）
  - F-35A
  - T-4

北部航空警戒管制團
- 司令部：三澤基地
  - 監理部、人事部、防衛部、装備部
- 北部防空管制群（三澤基地）
  - 防空管制隊、警戒通信隊
- 第18警戒隊（稚内分屯基地）
- 第26警戒隊（根室分屯基地）
- 第28警戒隊（網走分屯基地）
- 第29警戒隊（奥尻島分屯基地）
- 第33警戒隊（加茂分屯基地）
- 第36警戒隊（襟裳分屯基地）
- 第37警戒隊（山田分屯基地）
- 第42警戒群（大湊分屯基地）
- 第45警戒群（當別分屯基地）
- 第1移動警戒隊（千歲基地）
- 整備隊（三澤基地）

第3高射群
- - 司令部：北海道千歲基地（日语：千歳基地）
  - 指揮所運用隊
  - 整備補給隊
  - 第9、10高射隊（千歲基地）
  - 第11、24高射隊（長沼分屯基地）

第6高射群
- 司令部：青森縣三澤基地
  - 指揮所運用隊
  - 整備補給隊
  - 第20、23高射隊（八雲分屯基地）
  - 第21、22高射隊（車力分屯基地）

#### 中部航空方面隊
- 司令部：埼玉縣入間基地
- 司令官:空将編階
  - 硫磺島基地隊

第6航空團
- 第303飛行隊（日语：第303飛行隊）（石川縣小松）
  - F-15J/DJ 21架
- 第306飛行隊（日语：第306飛行隊）（石川縣小松）
  - F-15J/DJ 18架

第7航空團
- 第3飛行隊（日语：第3飛行隊）（茨城縣小美玉市百里）
  - 部隊標誌為白尾鷲。
  - F-2
  - T-4

中部航空警戒管制團
- 司令部 - （入間基地）
  - 監理部、人事部、防衛部、装備部
- 中部防空管制群 - （入間基地）
  - 防空管制隊
  - 警戒通信隊
- 整備補給群 - （入間基地）
  - 整備隊、車輛器材隊、補給隊
- 基地業務群 - （入間基地）
  - 設施隊、通信隊、管理隊、業務隊、会計隊、衛生隊
- 第1警戒群（笠取山分屯基地）
- 第5警戒隊（串本分屯基地）
- 第22警戒隊（御前崎分屯基地）
- 第23警戒群（輪島分屯基地）
- 第27警戒群（大瀧根山分屯基地）
- 第35警戒隊（經岬分屯基地）
- 第44警戒隊（峯岡山分屯基地）
- 第46警戒隊（佐渡分屯基地）
- 第2移動警戒隊（入間基地）

第1高射群
- 司令部：埼玉縣狹山市
  - 指揮所運用隊
  - 整備補給隊
  - 第1高射隊（習志野分屯基地）
  - 第2高射隊（武山分屯基地）
  - 第3高射隊（霞浦分屯基地）
  - 第4高射隊（入間基地）

第4高射群
- 司令部：岐阜縣各務原市
  - 指揮所運用隊
  - 整備補給隊
  - 第12高射隊（饗庭野分屯基地）
  - 第13、15高射隊（岐阜基地）
  - 第14高射隊（白山分屯基地）

#### 西部航空方面隊
- 司令部：福岡縣春日市春日基地
- 司令官:空将編階
  - 西部航空方面隊司令部飛行隊

第5航空團
- 第305飛行隊（日语：第305飛行隊）（宮崎縣新田原基地）
  - 部隊標誌為筑波山的がまで，上有象徵第5航空團（日语：第5航空団）的5顆星。
  - F-15J/DJ
  - T-4
- 臨時F-35B飛行隊（仮称）（日语：臨時F-35B飛行隊 (暫定)）
  - F-35A

第8航空團
- 第6飛行隊（日语：第6飛行隊）（福岡縣筑城基地）
  - 部隊標誌為弓和刀、鞘組合。
  - F-2A/B 20架
  - T-4
- 第8飛行隊（日语：第8飛行隊）（福岡縣築城）
  - 部隊標誌為基地南面英彥山傳說的天狗。
  - F-2A/B 20架
  - T-4

西部航空警戒管制團
- 司令部：春日基地
  - 監理部、人事部、防衛部、装備部
- 西部防空管制群（春日基地）
  - 防空管制隊
  - 警戒通信隊
- 整備補給群（春日基地）
  - 整備隊、補給隊
- 基地業務群（春日基地）
  - 設施隊、通信隊、管理隊、業務隊、会計隊、衛生隊
- 第7警戒隊（高尾山分屯基地）
- 第9警戒隊（下甑島分屯基地）
- 第15警戒隊（福江島分屯基地）
- 第17警戒隊（見島分屯基地）
- 第19警戒隊（海栗島分屯基地）

第2高射群
- 司令部：春日基地
  - 指揮所運用隊
  - 整備補給隊（蘆屋基地（日语：芦屋基地））
  - 第5、6高射隊（蘆屋基地）
  - 第7高射隊（築城基地）
  - 第8高射隊（高良台分屯基地）

#### 南西航空方面隊
- 司令部：沖繩縣那霸市
- 司令官:空将編階

第9航空团
- 第204飛行隊（日语：第204飛行隊 (航空自衛隊)）
- 部隊標誌為鷹頭
  - F-15J/DJ
  - T-4
- 第304飛行隊（日语：第304飛行隊 (航空自衛隊)）
  - F-15J/DJ
  - T-4
- 西南支援飛行隊
  - T-4

南西航空警戒管制隊
- 司令部：沖繩縣那霸市
  - 南西防空管制群
    - 防空管制隊
    - 警戒通信隊

  - 第53警戒隊（宮古島分屯基地）
  - 第54警戒隊（久米島分屯基地）
  - 第55警戒隊（沖永良部島分屯基地）
  - 第56警戒群（與座岳分屯基地）
  - 第4移動警戒隊
  - 奄美通信隊（奄美大島分屯基地）
  - 整備隊

第5高射群
- 司令部：沖繩縣那霸市
  - 指揮所運用隊
  - 整備補給隊
  - 第16、18高射隊（知念分屯基地）
  - 第17高射隊（那霸基地）
  - 第19高射隊（恩納分屯基地）

### 航空支援集團
- 司令部：東京都府中市
- 司令官:空将編階
  - 航空救難團（府中基地）
    - U-125A

  - 航空保安管制群
    - 飛行管理隊（入間基地）
    - 飛行情報隊（府中基地）
    - 空自在下列基地均設有管制隊：
      - 千歲基地（日语：千歳基地）、三澤基地、松島基地（日语：松島基地）、百里基地、入間基地、小松基地、靜濱基地（日语：静浜基地）、濱松基地、岐阜基地、小牧基地（日语：小牧基地）、美保基地、防府北基地（日语：防府北基地）（防府管制隊）、蘆屋基地（日语：芦屋基地）、築城基地、春日基地、新田原基地、那霸基地

  - 航空氣象群
    - 氣象通信隊（府中基地）
    - 空自在下列基地均設有氣象隊：
      - 府中基地（中枢氣象隊）、千歲基地（日语：千歳基地）、松島基地（日语：松島基地）、小松基地、百里基地、市谷基地、横田基地、靜濱基地（日语：静浜基地）、濱松基地、岐阜基地、小牧基地（日语：小牧基地）、美保基地、防府北基地（日语：防府北基地）（防府氣象隊）、蘆屋基地（日语：芦屋基地）、築城基地、春日基地、新田原基地、那霸基地
      - 入間氣象隊下設新潟氣象班（新潟分屯基地）和硫磺島氣象班（硫磺島分屯基地）
      - 三澤氣象隊下設秋田氣象班（秋田分屯基地）
- 飛行点檢隊
  - YS-11FC及U-125共3架
- 特別航空輸送隊
  - 第701飛行隊
    - 2架BBJ 777-300ER
    - 總括班
      - 第1飛行班（操縱幹部、航法幹部、運行管理者管制幹部、氣象幹部、機上無線員）
      - 第2飛行班（空中輸送幹部、空中輸送員、約半数航空自衛官為女性）

    - 整備隊
      - 整備本部、整備小隊、装備小隊

#### 第1輸送航空隊
- 司令部：小牧基地（日语：小牧基地）

飛行群
- 第401飛行隊
  - C-130H及KC-130H 共16架
- 第404飛行隊
  - KC-767J 4架

整備補給群
- 檢查隊、装備隊修理隊、補給隊

基地業務群
- 機場勤務隊、設施隊、通信隊、管理隊、 業務隊、会計隊、衛生隊

#### 第2輸送航空隊
- 司令部：入間基地

飛行群
- 第402飛行隊
  - C-1
  - U-4

整備群
- 檢査隊、装備隊、修理隊

#### 第3輸送航空隊
- 司令部：美保基地

飛行群
- 第403飛行隊
  - YS-11
  - C-1
- 第41教育飛行隊
  - T-400

整備補給群
- 檢査隊、装備隊、修理隊、補給隊

基地業務群
- 機場勤務隊、設施隊、通信隊、管理隊、業務隊、会計隊、衛生隊

### 航空教育集團
- 司令部：靜岡縣濱松市
- 司令官:空将編階

#### 飛行教育航空隊
- 第23飛行隊（新田原基地）
  - F-15J/DJ及T-4 共24架

#### 第1航空團
- 司令部：濱松基地
  - 監理部
  - 人事部
  - 防衛部
  - 装備部
    - 安全班
    - 衛生班
    - 副官

飛行群
- 第31、32教育飛行隊
  - T-4

整備補給群
- 檢査隊、装備隊、修理隊、車輛器材隊、補給隊

基地業務群
- 機場勤務隊、設施隊、通信隊、管理隊、業務隊、会計隊、衛生隊、飛行幹部教育隊

#### 第4航空團
- 司令部：松島基地（日语：松島基地）
  - 監理部
  - 人事部
  - 防衛部
  - 装備部
    - 安全班
    - 衛生班
    - 副官

飛行群
- 第21飛行隊（松島）
  - F-2B 18架（東日本大地震中因海嘯而損毀，修復工程於2018年完成）
  - T-4 4架（同因海嘯而損毀，但全部不能修復）
- 第11飛行隊（松島）
  - 空自飛行表演隊。
  - T-4

整備補給群
- 檢査隊、装備隊、修理隊、車輛器材隊、補給隊

基地業務群
- 機場勤務隊、設施隊、通信隊、管理隊、業務隊、会計隊、衛生隊、第4基地防空隊

#### 第11飛行教育團
- 司令部：靜濱基地（日语：静浜基地）
  - 總務部
  - 教育部

飛行教育群
- 第1、2飛行教育隊
  - T-7

整備補給群
- 整備隊
- 補給隊

基地業務群
- 機場勤務隊、設施隊、通信隊、管理隊、業務隊、会計隊、衛生隊

#### 第12飛行教育團
- 司令部：防府北基地（日语：防府北基地）
  - 總務部
  - 教育部

飛行教育群
- 第1、2飛行教育隊
  - T-7
- 地上準備教育隊
- 操縱適性檢査隊

整備補給群
- 整備隊
- 補給隊

基地業務群
- 機場勤務隊、設施隊、通信隊、管理隊、業務隊、会計隊、衛生隊

航空学生教育群
- 教育隊
- 学生隊

#### 第13飛行教育團
- 司令部：蘆屋基地（日语：芦屋基地）
  - 總務部
  - 教育部

飛行教育群
- 第1、2飛行教育隊
  - T-7

整備補給群
- 整備隊、檢査隊、装備隊、修理隊、機場勤務隊

#### 航空教育隊
- 司令部：防府南基地
  - 基地業務群

第1教育群
- 第1、2、3教育大隊
- 女性自衛官教育大隊

第2教育群（熊谷市）
- 第1、2、3教育大隊

#### 教育飛行部隊（第23飛行隊）
- F-15J/F-15DJ
- T-4

#### 幹部候補生学校
學校所在地：奈良基地
- 總務課
- 教務課
- 教育部
- 業務部
  - 庶務課、管理課、通信課、業務課、会計課、衛生課
- 学生隊
  - 第1中隊、第2中隊、第3中隊

#### 第1術科学校
學校所在地：濱松基地
- 總務課
- 教務課
- 第1教育部
- 第2教育部
- 研究部
- 整備部
  - 計劃課、第1整備課、第2整備課
- 学生隊

#### 第2術科学校
學校所在地：濱松基地
- 總務課
- 教務課
- 第1教育部
- 第2教育部
- 研究部
- 整備部
  - 計劃課、第1整備課、第2整備課
- 学生隊

#### 第3術科学校
學校所在地：蘆屋基地
- 總務課
- 教務課
- 第1教育部
- 第2教育部
- 研究部
- 整備部
  - 計劃課、整備課
- 業務部
  - 庶務課、補給課、設施課、管理課、通信課、業務課、会計課、衛生課
- 学生隊

#### 第4術科学校
學校所在地：熊谷基地
- 總務課
- 教務課
- 第1教育部
- 第2教育部
- 研究部
- 整備部
  - 計画課
  - 第1整備課
  - 第2整備課
- 業務部
  - 庶務課、補給課、設施課、管理課、通信課、業務課、会計課、衛生課
- 学生隊

#### 第5術科学校
學校所在地：小牧基地
- 總務課
- 教務課
- 第1教育部
- 第2教育部
- 研究部
- 学生隊
  - 本部班
  - 第1中隊
  - 第2中隊
  - 幹部区隊
  - 30区隊（陸上自衛隊）
  - 40区隊（海上自衛隊）

### 航空開發實驗集團
- 司令部：埼玉縣入間市入間基地（預計2013年尾搬遷至→）東京都府中市府中基地
- 司令官:空将補編階
  - 總務部
    - 總務課
    - 人事課

  - 研究開發部
    - 計畫課
    - 開發課
    - 研究課
    - 航空医学課

  - 装備課
  - 監理監察官
  - 医務官

#### 飛行開發實驗團
- 總部：岐阜基地
- 電子開發實驗群（入間基地）
  - 電子作戰飛機
- 航空医学實驗隊（東立川分屯基地 1・2部）／入間基地 3・4部）

飛行實驗群
- 航空技術隊
- 計測隊

整備群
- 整備技術隊
- 誘導武器開發實驗隊
- 電子戰技術隊

### 補給本部
- 司令部：東京都北區
  - 總務部
  - 計畫部
  - 第1部：負責需品、車輛、化学器材、設施器材及衛生資材等
  - 第2部：負責航空機、飛機引擎及飛機支援器材等
  - 第3部：負責通信電子器材、氣象器材及拍攝器材等
  - 第4部：負責火器、弾藥、標的及航器材等
  - 情報處理部
  - 技術課
  - 監察官
  - 医務官
  - 会計監査官

#### 第2補給處
補給處地點：岐阜基地
- 總務課
- 援護業務課
- 企劃課
- 資材計画部 - 資材管理課、資材計劃課、在庫統制課、計算課
- 整備部 - 整備管理課、整備技術課、品質管理課
- 保管部 - 保管管理課、品質統制課、第1保管課、第2保管課
- 調達部 - 調達管理課、契約課、原價計算課、輸入課、調達檢査課、会計課
- 業務部 - 庶務課、補給課、設施課、通信課、管理課、業務課、会計課
  - 十条支處（十条基地）

#### 第3補給處
補給處地點：入間基地
- 總務課
- 企劃課
- 資材計劃部 - 資材管理課、資材計劃課、在庫統制課、計算課
- 整備部 - 整備管理課、整備技術課、品質管理課
- 保管部 - 保管管理課、品質統制課、第1保管課、第2保管課
- 調達部 - 調達管理課、契約課、原價計算課、輸入課、調達檢査課、会計課

#### 第4補給處
補給處地點：入間基地
- 高藏寺支處（高藏寺分屯基地）
- 東北支處（東北町分屯基地）
- 木更津支處（木更津分屯基地）
- 立川支處（立川分屯基地）

## 歷任幕僚長
航空自衛隊受防衛省指揮，其最高指揮官為航空幕僚長（相當於空軍參謀長），階級為空將（相當於空軍上將）。航空幕僚長之下分成航空總隊 (航空自衛隊)，航空教育集團，航空支援集團以及航空開發實驗集團。另外，還有補給本部、航空自衛隊醫院、航空自衛隊幹部學校（即軍官學校）等單位。下列為歷任空自幕僚長列表：
| 屆數 | 姓名       | 圖像 | 到任       | 卸任          | 畢業學校及期數                                |
| ---- | ---------- | ---- | ---------- | ------------- | --------------------------------------------- |
| 1    | 上村健太郎 |      | 1954年7月  | 1956年7月     | 東京帝國大學                                  |
| 2    | 佐薙毅     |      | 1956年7月  | 1959年7月     | 舊海軍兵學校50期                              |
| 3    | 源田實     |      | 1959年7月  | 1962年4月     | 舊海軍兵學校52期                              |
| 4    | 松田武     |      | 1962年4月  | 1964年4月     | 舊陸軍士官學校39期                            |
| 5    | 浦茂       |      | 1964年4月  | 1966年4月     | 舊陸軍士官學校44期                            |
| 6    | 牟田弘國   |      | 1966年4月  | 1967年11月    | 舊陸軍士官學校43期                            |
| 7    | 大室孟     |      | 1967年11月 | 1969年4月     | 舊陸軍士官學校45期                            |
| 8    | 緒方景俊   |      | 1969年4月  | 1971年7月     | 舊陸軍士官學校46期                            |
| 9    | 上田泰弘   |      | 1971年7月  | 1971年8月     | 舊陸軍士官學校49期                            |
| 10   | 石川貫之   |      | 1971年8月  | 1973年7月     | 舊陸軍士官學校50期                            |
| 11   | 白川元春   |      | 1973年7月  | 1974年7月     | 舊陸軍士官學校51期                            |
| 12   | 角田義隆   |      | 1974年7月  | 1976年10月    | 舊海軍機關學校49期                            |
| 13   | 平野晃     |      | 1976年10月 | 1978年3月     | 舊海軍兵學校69期                              |
| 14   | 竹田五郎   |      | 1978年3月  | 1979年8月     | 舊陸軍士官學校55期                            |
| 15   | 山田良市   |      | 1979年8月  | 1981年2月     | 舊海軍兵學校71期                              |
| 16   | 生田目修   |      | 1981年2月  | 1983年4月     | 舊陸軍士官學校58期                            |
| 17   | 森繁弘     |      | 1983年4月  | 1986年2月     | 舊陸軍士官學校60期 最後一位舊日軍出身的空幕長 |
| 18   | 大村平     |      | 1986年2月  | 1987年12月    | 國立東京工業大學                              |
| 19   | 米川忠吉   |      | 1987年12月 | 1990年7月     | 青山學院大學                                  |
| 20   | 鈴木昭雄   |      | 1990年7月  | 1992年6月     | 防衛大學校1期 首位防衛大學校出身的空幕長      |
| 21   | 石塚勳     |      | 1992年6月  | 1994年7月     | 防衛大學校3期                                 |
| 22   | 杉山蕃     |      | 1994年7月  | 1996年3月     | 防衛大學校4期                                 |
| 23   | 村木鴻二   |      | 1996年3月  | 1997年12月    | 防衛大學校6期                                 |
| 24   | 平岡裕治   |      | 1997年12月 | 1999年7月     | 防衛大學校8期                                 |
| 25   | 竹河内捷次 |      | 1999年7月  | 2001年3月     | 防衛大學校9期                                 |
| 26   | 遠竹郁夫   |      | 2001年3月  | 2003年3月     | 防衛大學校11期                                |
| 27   | 津曲義光   |      | 2003年3月  | 2005年1月     | 防衛大學校13期                                |
| 28   | 吉田正     |      | 2005年1月  | 2007年3月     | 防衛大學校14期                                |
| 29   | 田母神俊雄 |      | 2007年3月  | 2008年10月    | 防衛大學校15期                                |
| 30   | 外薗健一朗 |      | 2008年11月 | 2010年12月    | 防衛大學校18期                                |
| 31   | 岩崎茂     |      | 2010年12月 | 2012年1月     | 防衛大學校19期                                |
| 32   | 片岡晴彥   |      | 2012年1月  | 2013年8月     | 防衛大學校20期                                |
| 33   | 齊藤治和   |      | 2013年8月  | 2015年12月    | 防衛大學校22期                                |
| 34   | 杉山良行   |      | 2015年12月 | 2017年12月    | 防衛大學校24期                                |
| 35   | 丸茂吉成   |      | 2017年12月 | 2020年8月     | 防衛大學校27期                                |
| 36   | 井筒俊司   |      | 2020年8月  | 2023年3月     | 防衛大學校30期                                |
| 37   | 内倉浩昭   |      | 2023年3月  | 2025年7月31日 | 防衛大學校31期                                |
| 38   | 森田雄博   |      | 2025年8月  |               | 防衛大學校33期                                |

## 装备
航空自衛隊現有主要飛機及數量如下：
| 飛機類型              | 飛機名稱                              | 架數 |
| --------------------- | ------------------------------------- | --- |
| 戰鬥機                | F-15J/DJ                              | 200 架（原213架，13架已毀損）                                                                              |
| 戰鬥機                | F-35A 閃電II（Lightning II）          | 38 架 （訂購105架，1架已毀損）                                                                             |
| 戰鬥機                | F-35B 閃電II（Lightning II）          | 0 架 （訂購42架）                                                                                          |
| 戰鬥機                | F-2A/B                                | 91 架（原98架，7架已毀損）                                                                                 |
| 空中預警機            | E-2C 鷹眼（Hawkeye）                  | 10 架 |
| 空中預警機            | E-2D 鷹眼（Hawkeye）                  | 3 架 2014年公布汰換計畫，將取代舊款E-2C空中預警機，另有10架訂購中。                                        |
| 空中預警機            | E-767空中預警機                       | 4 架 |
| 運輸機                | C-1                                   | 4 架 原31架，一架改裝為EC-1電子戰訓練機，4架失事損毀，其餘已退役                                           |
| 運輸機                | C-130H 力士（Hercules）               | 13 架 原16架，其中三架改裝為KC-130H空中加油機                                                              |
| 運輸機                | C-2                                   | 16 架 預計生產40架                                                                                         |
| 運輸機                | 波音777-300ER                         | 2 架 又稱日本國政府專用機，2019年起取代波音747-400機隊                                                     |
| 運輸機                | U-4                                   | 5 架 1997年購入，作為多用途支援飛機使用                                                                    |
| 空中加油機            | KC-130H空中加油機                     | 3 架 2010年服役，由航空自衛隊C-130H改裝而來                                                                |
| 空中加油機            | KC-767空中加油機                      | 4 架 2008年服役，由波音767-200ER衍生而來                                                                   |
| 空中加油機            | 波音KC-46                             | 4 架 2021年服役，另有2架訂購中。                                                                           |
| 教練機                | T-7初級教練機                         | 49 架 富士重工製造，於2003年導入使用                                                                       |
| 教練機                | T-4高級教練機                         | 196 架 原212架，川崎重工製造，於1988年導入使用，同時亦為藍色衝擊波飛行表演隊第三代操作機種                 |
| 教練機                | T-400                                 | 13 架 畢琪飛機公司製造，於1994年導入使用，作為大型固定翼機飛行員的訓練機種。                               |
| 運輸直昇機 救難直昇機 | UH-60J 黑鷹（Blackhawk）              | 37 架 於1991年導入使用                                                                                     |
| 運輸直昇機 救難直昇機 | CH-47J(LR) 契努克（Chinook）          | 15 架 於1987年購入16架J型，2013年全數退役。2002年起採購LR型，目前全15架均為CH-47J(LR)型                    |
| 電戰機                | EC-1                                  | 1 架 於1986年投入使用，由C-1運輸機第21架量產機（78-1021號）改裝而成，目前為航空自衛隊的電子戰訓練支援機    |
| 電戰機                | YS-11EA                               | 2 架 電子戰訓練支援機，由YS-11E（12-1162、12-1163號機）改裝而來。                                          |
| 電戰機                | YS-11 EB                              | 4 架 電子偵察機，由YS-11C（82-1155號）、YS-11P（02-1159號）、YS-11EL（92-1157、12-1161號）改裝而來。       |
| 電戰機                | RC-2                                  | 1 架 由C-2原型2號機（18-1202號）改裝，將作為YS-11EB電子干擾機的後繼機種，於2020年導入使用，另有3架訂購中。 |
| 救難搜索機            | U-125A                                | 26 架 於1995年導入使用                                                                                     |
| 飛行檢查機            | U-125                                 | 2 架 於1992年導入使用。                                                                                    |
| 飛行檢查機            | セスナ サイテーション・ラティチュード | 3 架 於2020年導入使用。                                                                                    |
| 無人機                | RQ-4B                                 | 0 架 預定於2022年導入使用，3架訂購中。                                                                     |

### 個人武器
- 9mm手槍
- 9mm機關手槍
- 64式7.62mm步槍
- 5.56mm機槍MINIMI
- 12.7mm重機槍M2
- FIM-92刺針便攜式防空飛彈
- 91式便攜地對空導彈
- 21.5mm信號手槍（日语：21.5mm信号けん銃）
- 55式信號手槍（日语：55式信号拳銃）

### 個人裝備

#### 服裝
- 制服
- 作業服
- 戰鬥服
- 空挺迷彩服2型（日语：空挺迷彩服2型）

#### 戰術頭盔
- 88式鋼盔
- Ops-Core FAST系列

#### 抗噪耳機
- 3M Peltor Comtac III

#### 防彈衣
- PASGT背心
- 戰鬥防彈背心（日语：戦闘防弾チョッキ）
- 戰鬥防彈背心3型，空（日语：防弾チョッキ3型）
- Crye Precision AVS MBAV

#### 夜視儀
- AN/PVS-7

## 階級
|      | 階級章 | 階級                            | 他國對應軍階   |
| ---- | ------ | ------------------------------- | -------------- |
| 幹部 |        | 空将 （航空幕僚長或統合幕僚長） | 四星上將       |
| 幹部 |        | 空將                            | 三星中將       |
| 幹部 |        | 空將補                          | 二星少將       |
| 幹部 |        | 一等空佐                        | 上校           |
| 幹部 |        | 二等空佐                        | 中校           |
| 幹部 |        | 三等空佐                        | 少校           |
| 幹部 |        | 一等空尉                        | 上尉           |
| 幹部 |        | 二等空尉                        | 中尉           |
| 幹部 |        | 三等空尉                        | 少尉           |
| 准尉 |        | 准空尉                          | 准尉           |
| 曹   |        | 空曹長                          | 軍士長、士官長 |
| 曹   |        | 一等空曹                        | 上士           |
| 曹   |        | 二等空曹                        | 中士           |
| 曹   |        | 三等空曹                        | 下士           |
| 士   |        | 空士長                          | 上等兵         |
| 士   |        | 一等空士                        | 一等兵         |
| 士   |        | 二等空士                        | 二等兵         |

## 流行文化
空自协助制作的影视剧、动画片：
电影
- 《今日もわれ大空にあり（日语：今日もわれ大空にあり）》
- 《BEST GUY（英语：Best Guy）》
- 《亡國神盾艦》
- 《哥吉拉vs碧奧蘭蒂》
- 《哥吉拉vs王者基多拉》
- 《哥吉拉vs摩斯拉》
- 《哥吉拉vs戴斯特洛伊亞》
- 《哥吉拉2000》
- 《哥吉拉×機械哥吉拉》
- 《哥吉拉×摩斯拉×機械哥吉拉 東京SOS》
- 《卡美拉 大怪獸空中決戰》
- 《卡美拉2 雷吉翁襲來》
- 《卡美拉3 邪神<伊利斯>覺醒》
- 《ULTRAMAN》
- 《日本沉没》（2006年翻拍版）
- 《飛向天空，救援之翼（日语：空へ―救いの翼 RESCUE WINGS―）》
- 《真·哥吉拉》

漫画・动画
- 《青空少女隊》
- 《航空自衛隊小松基地救難隊 RESCUE WINGS》
- 《星空防衛隊4（英语：Stratos 4）》
- 《战斗妖精雪风》
- 《BLOOD+》

片尾字幕中「協力」部分中记载有「航空幕僚監部広報室」，途中から表示されなくなった。
- 《よみがえる空 -RESCUE WINGS-》
- 《ファントム無頼》
- 《イーグルドライバー》
- 《C-blossom -case729-》
- 《レディイーグル》
- 《GATE 奇幻自衛隊》

电子游戏
- 《皇牌空战系列》（04之后）
- 《ENERGY AIRFORCE SERIES/Over-G（日语：エナジーエアフォース）》
- 《エアロダンシングシリーズ》（Fまで）

片尾字幕中「協力」部分中记载有「航空自衛隊」，《エアロダンシングF 轟つばさの初飛行》以後則停止鳴謝。
- 《我是航空管制官》

電視劇
- 《飛翔公關室》
- 《離婚活動》

## 图片

### 航空自衛官

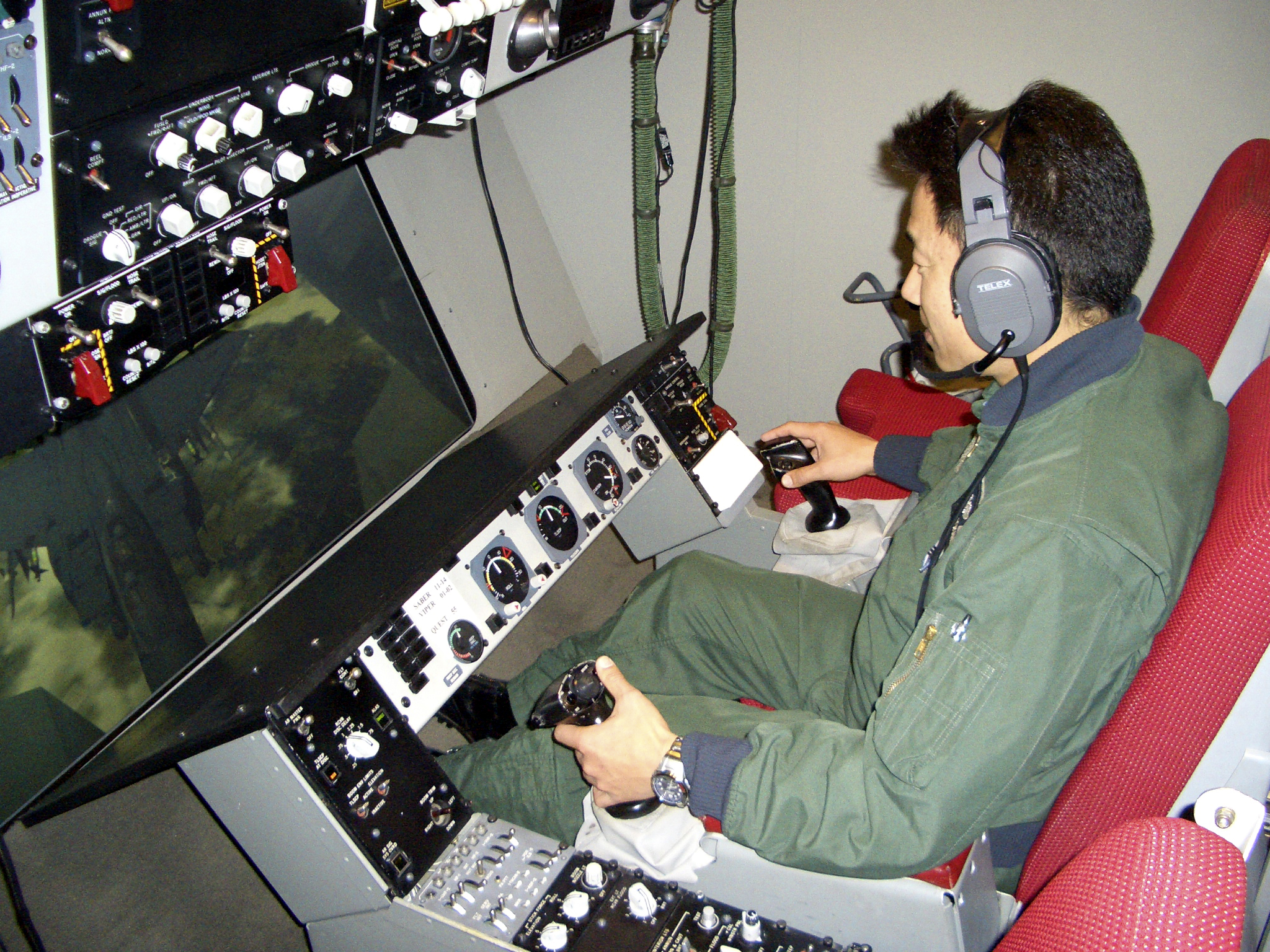
在模拟器上训练空中加油的航空自衛官
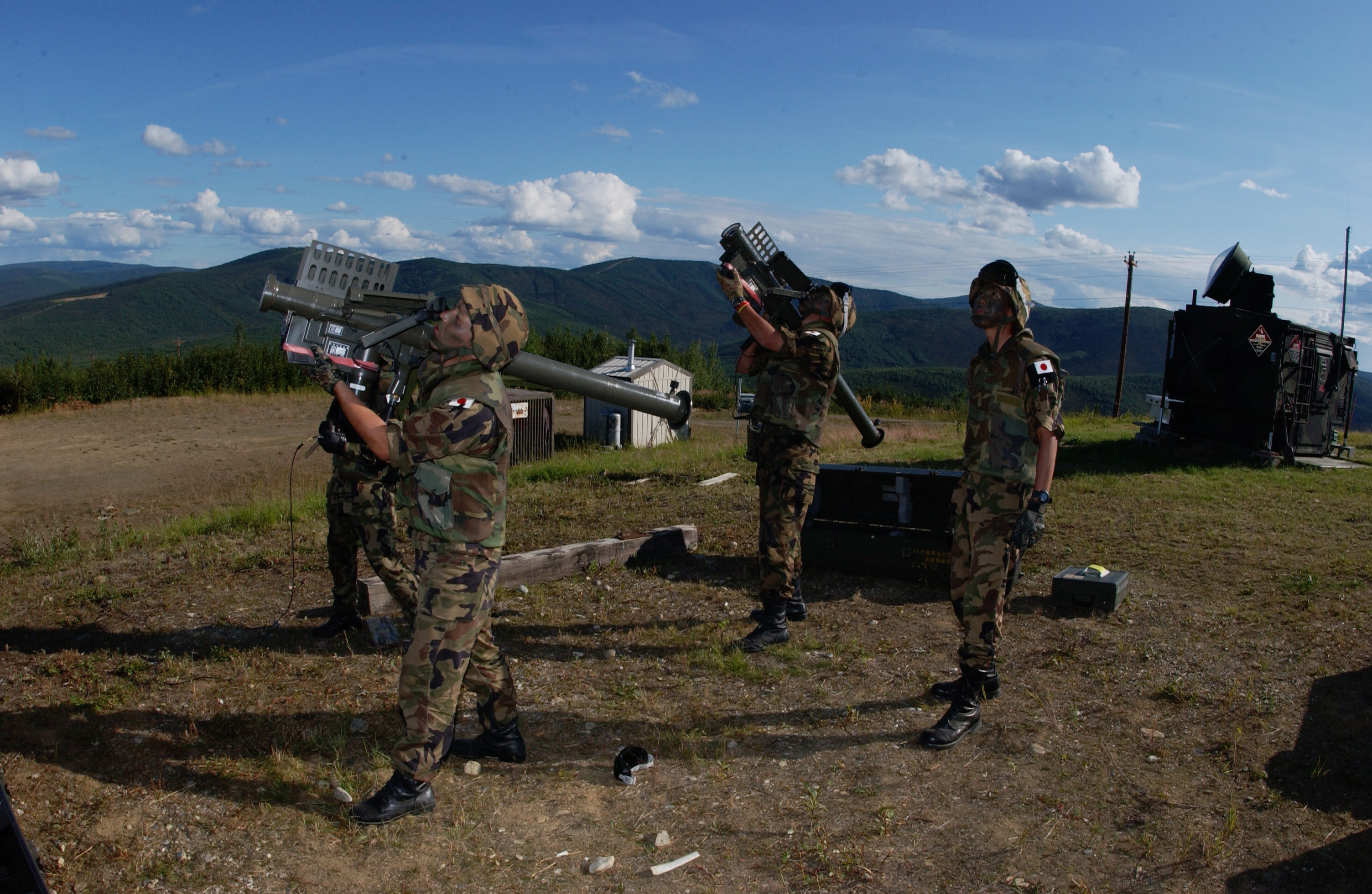
负责控制91式便攜地對空導彈的航空自衛官
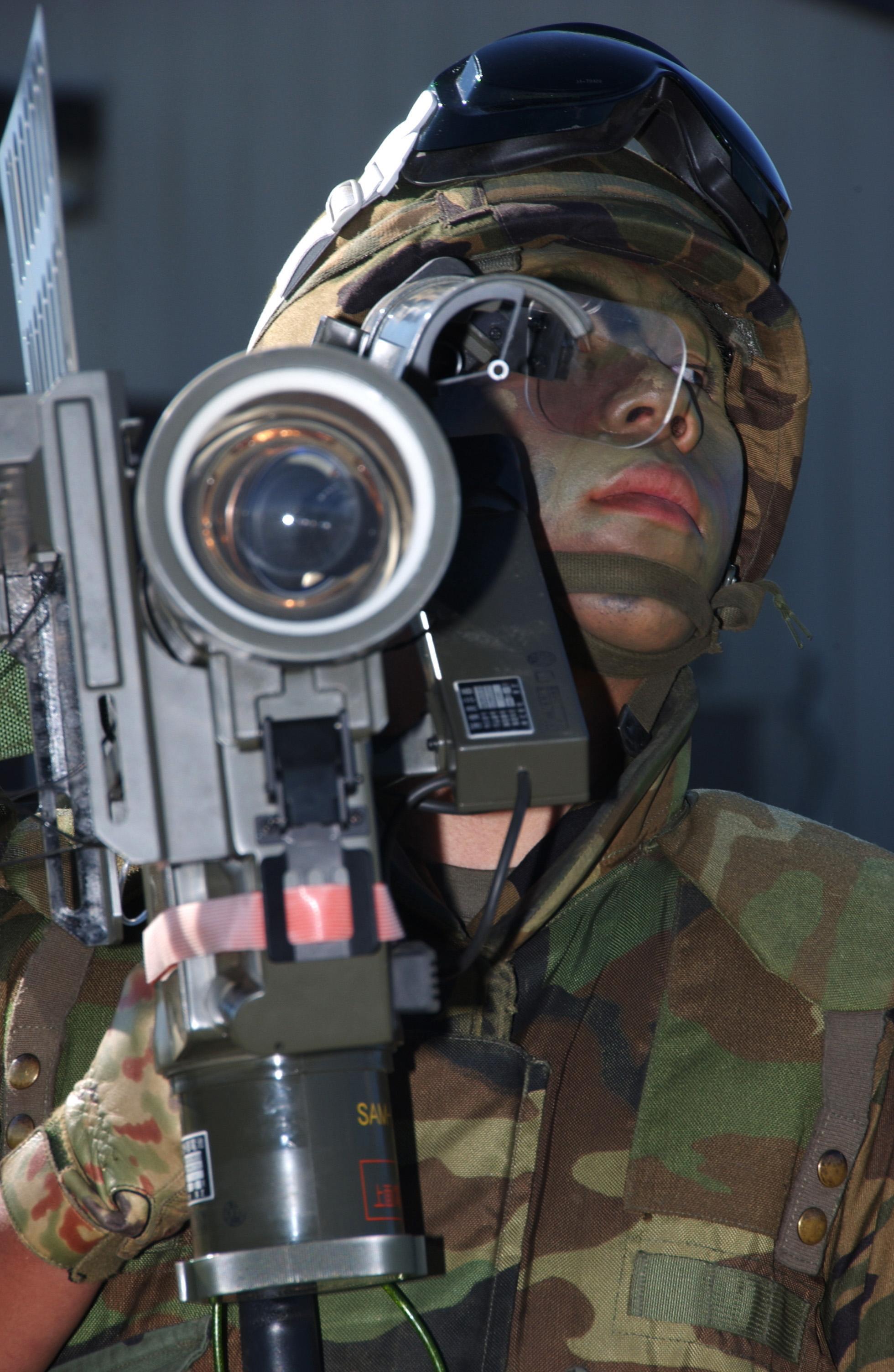
正在操控91式便攜地對空導彈自衛官
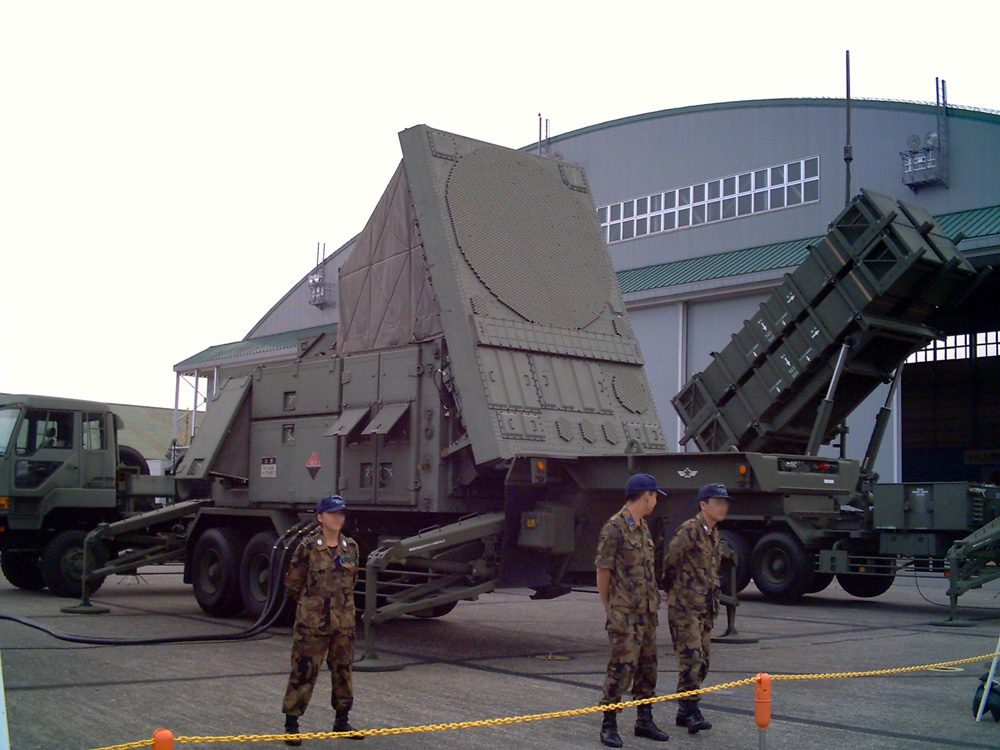
装备有爱国者导弹的部隊
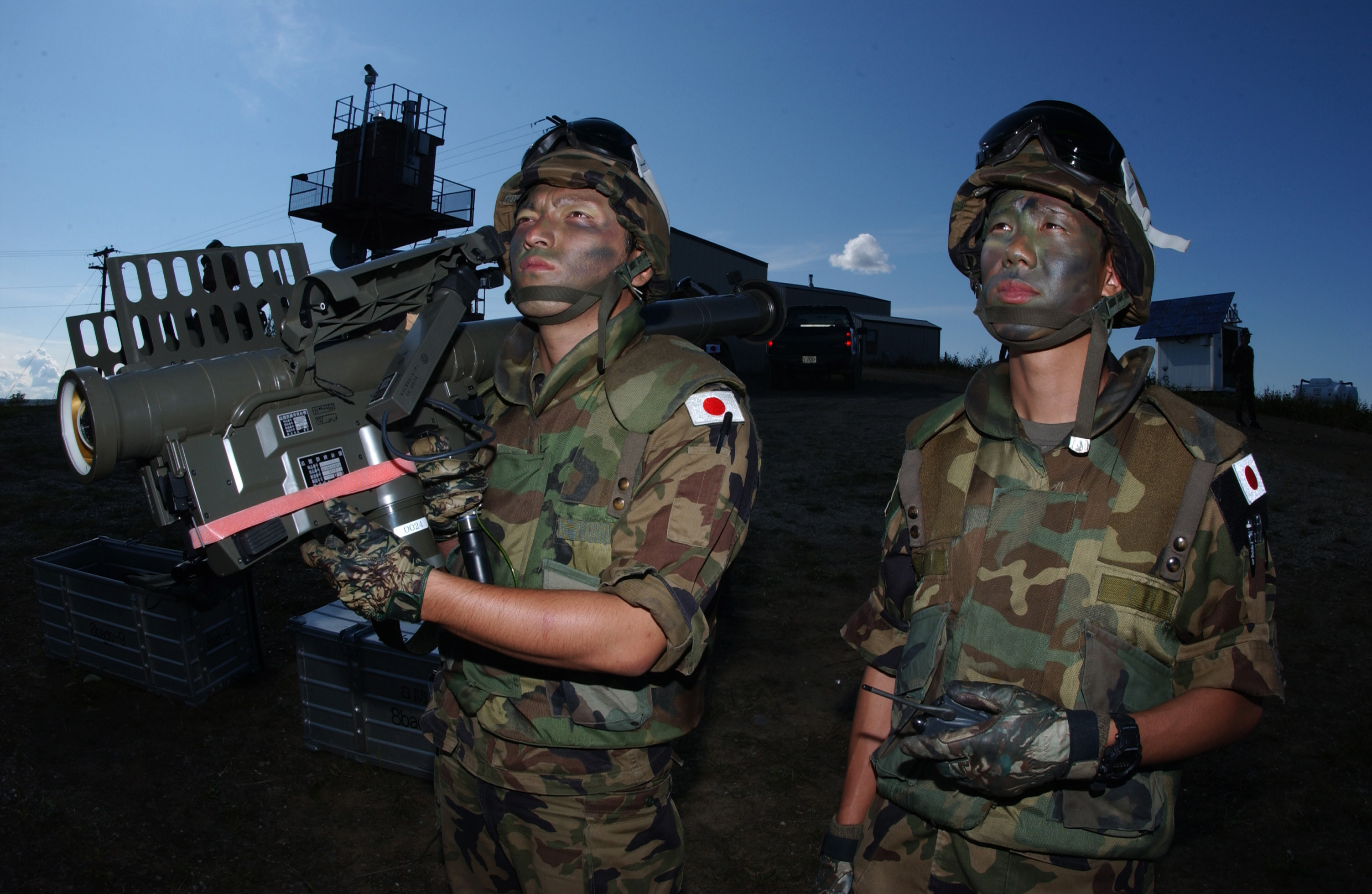
基地防空隊隊員
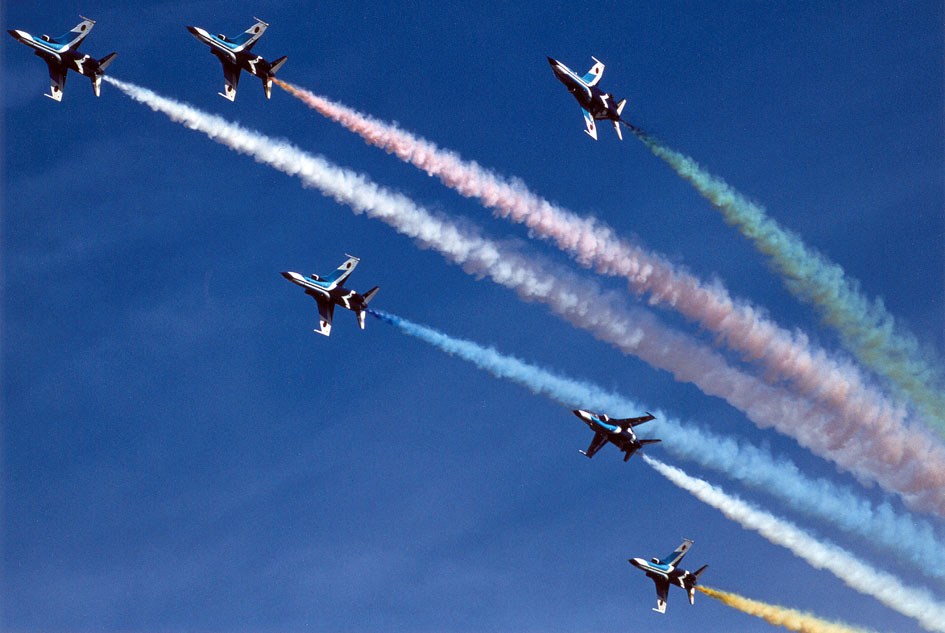
正在进行T-2展示飛行的蓝色冲击波飞行表演队

### 装備

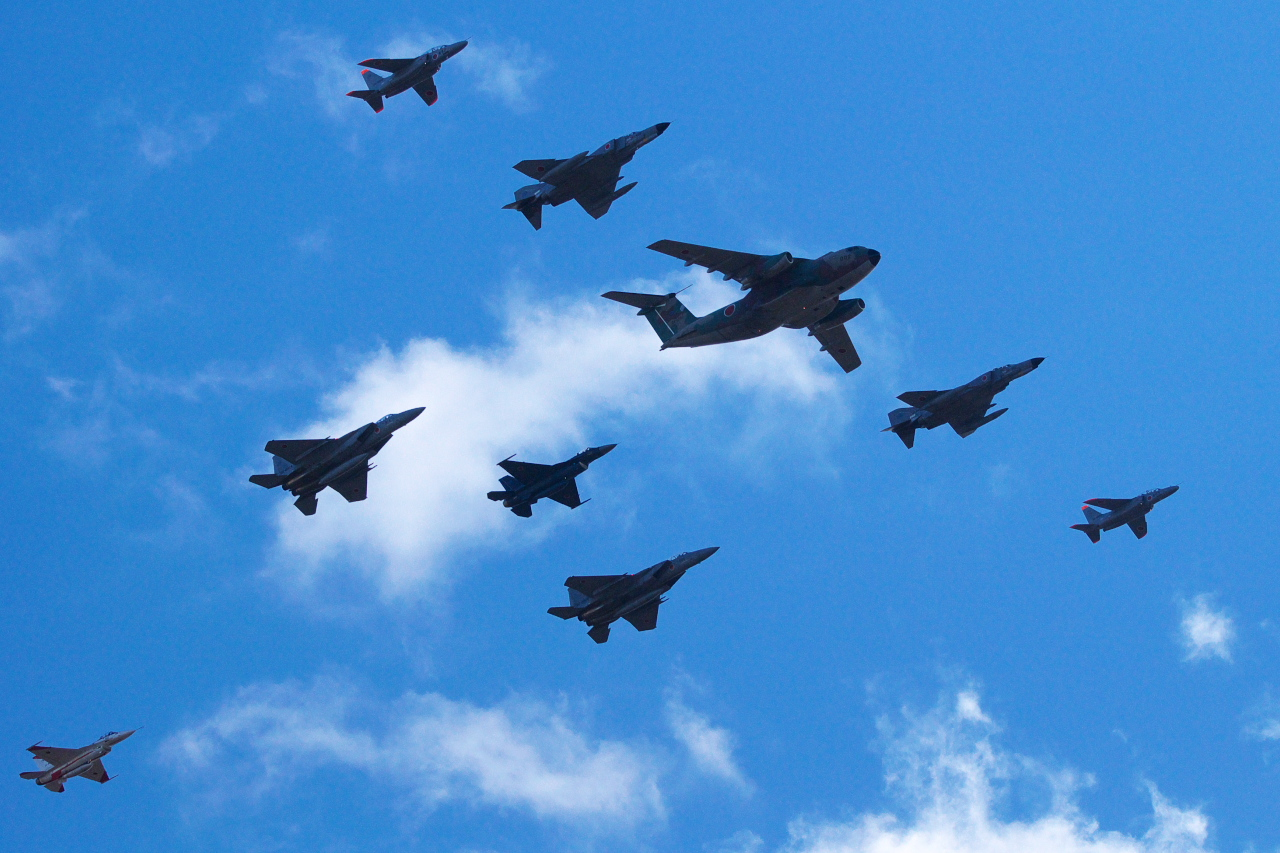
大編隊護航
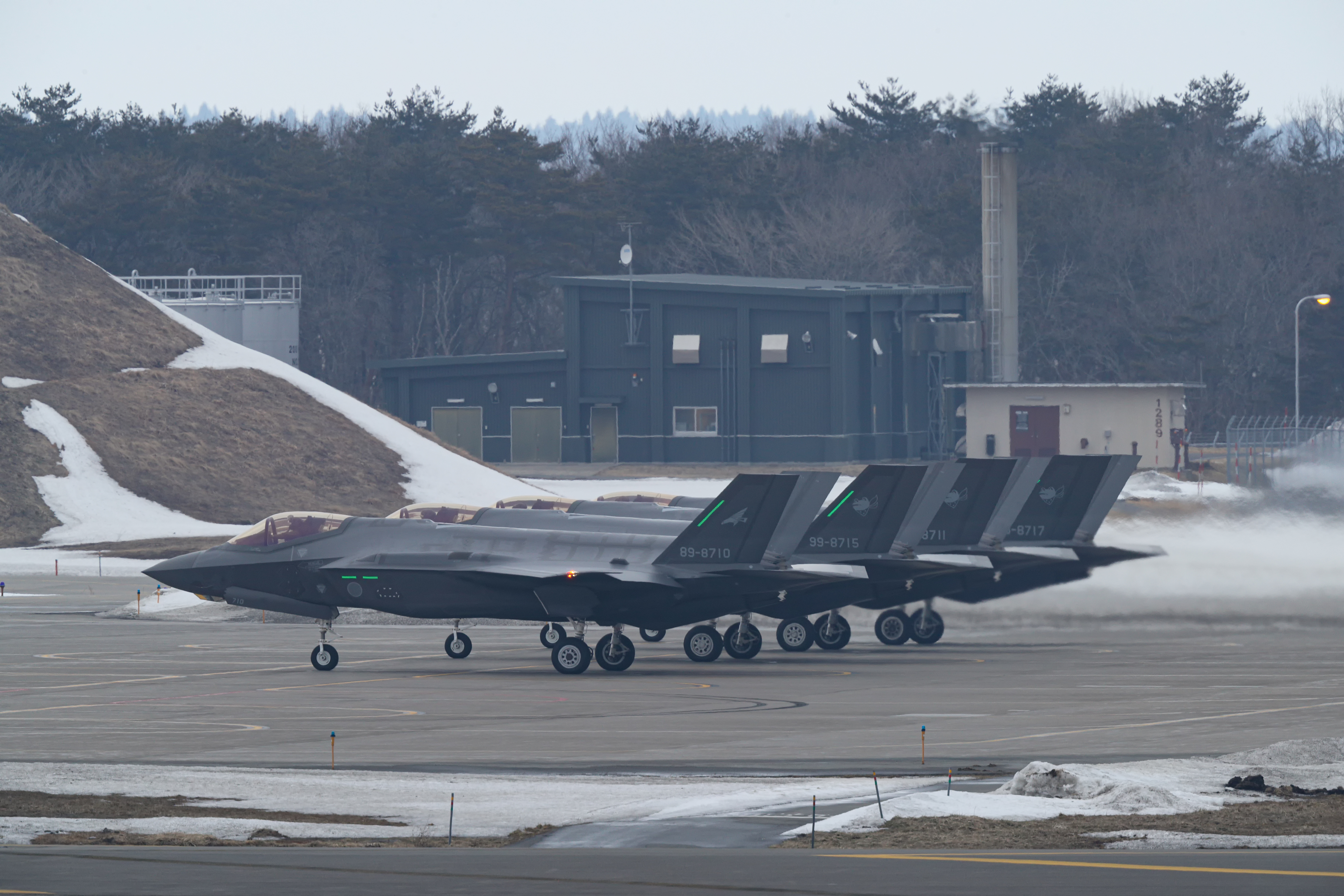
三澤基地的F-35A
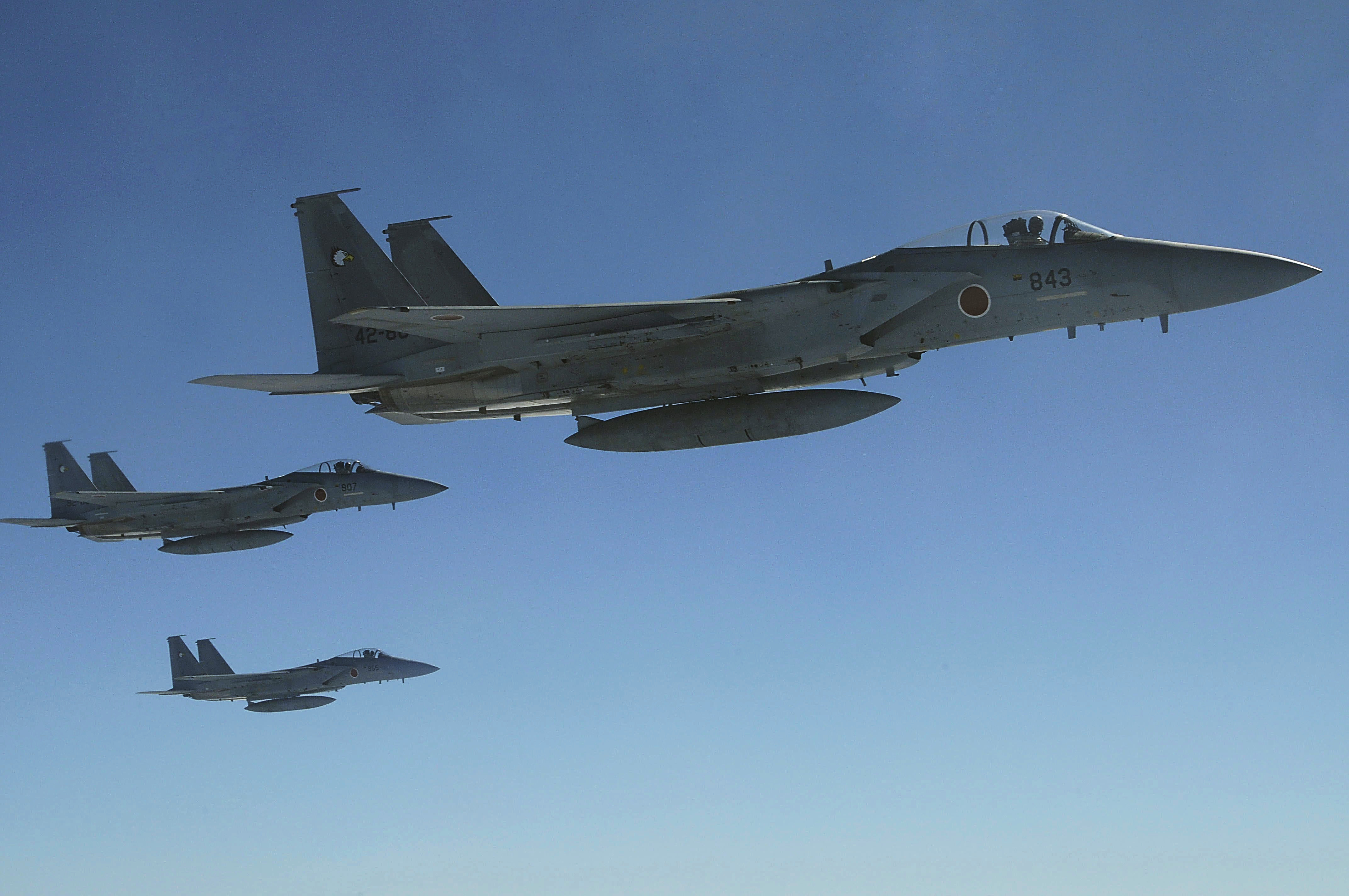
F-15J战斗机
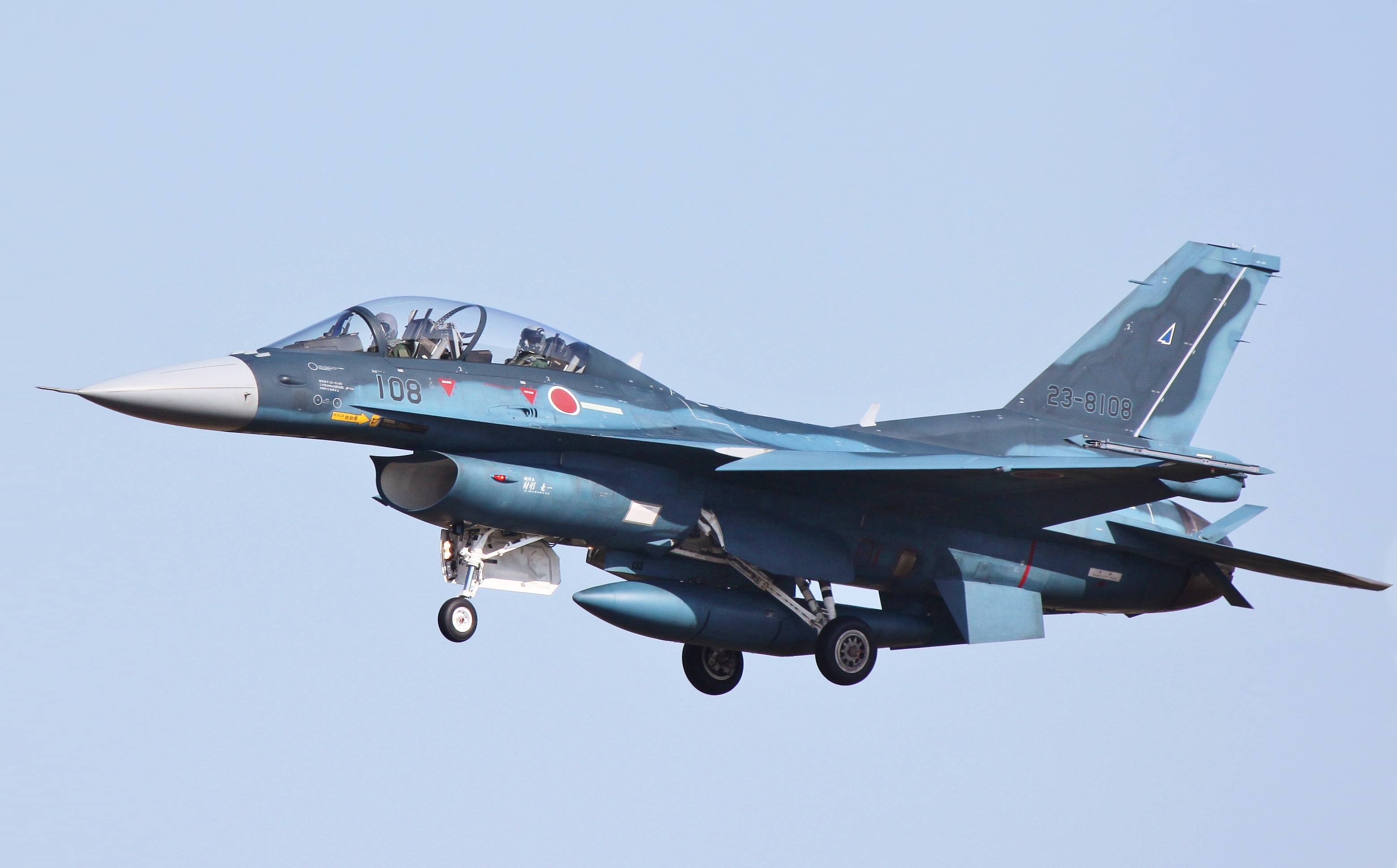
F-2A戰鬥機
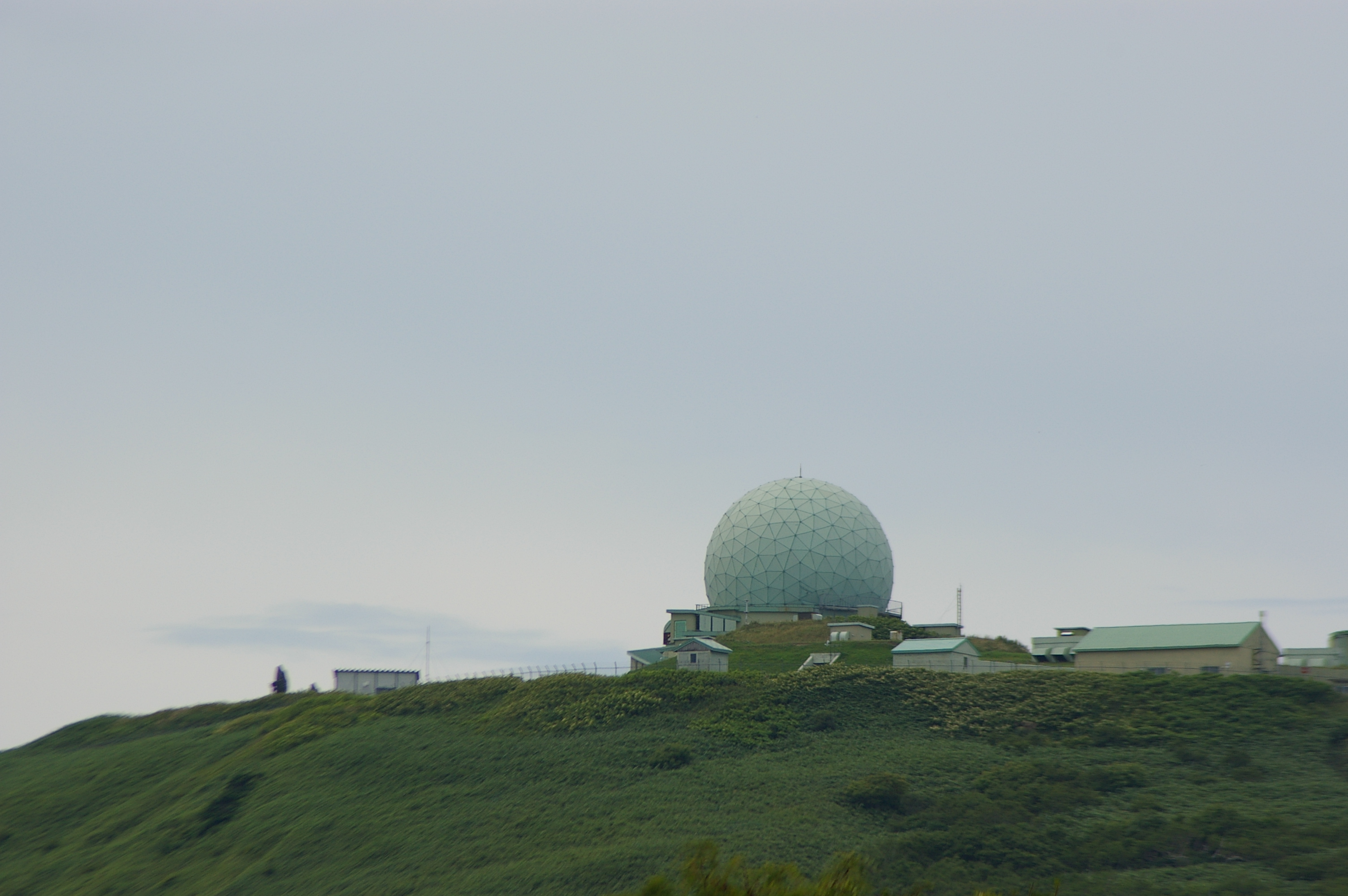
第18警戒隊雷達站J/FPS-2
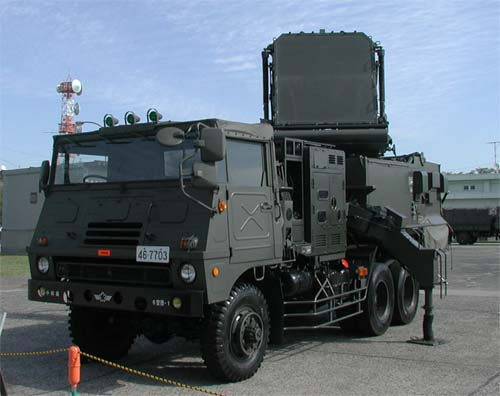
搭载在车辆上的81式地对空导弹

## 註腳
1. ↑   (PDF). 防衛省 予算等の概要.   [2020-09-30]. （原始内容存档于2021-02-19） （日语）.
2. ↑  .   [2022-12-08]. （原始内容存档于2022-12-08）.
3. ↑  .   [2020-01-05]. （原始内容存档于2006-05-21）.
4. ↑  舊海軍兵學校相當於他國的海軍軍官學校，由於大日本帝國的陸海軍向來不和，因此海軍就將自己的軍官學校稱為兵學校以跟陸軍的士官學校一別苗頭。
5. ↑  舊陸軍士官學校相當於他國的陸軍軍官學校。
6. ↑  舊海軍機關學校類似其他國家海事專門學校的輪機工程系，專司培育帝國海軍的輪機專業人才。
7. ↑  許哲睿, , 淡江大學國際事務與戰略研究所碩士班: 頁173, 2015
8. ↑  防衛大學校相當於其他國家供軍官進修的軍事學院。
9. ↑  截至2021年1月，計畫為4架由洛克希德·馬丁於美國沃斯堡组装，38架由三菱重工業於日本名古屋组装（美國技術授權），63架增购由美國本土引進